# Liste des manuscrits du Nouveau Testament en Lectionnaire

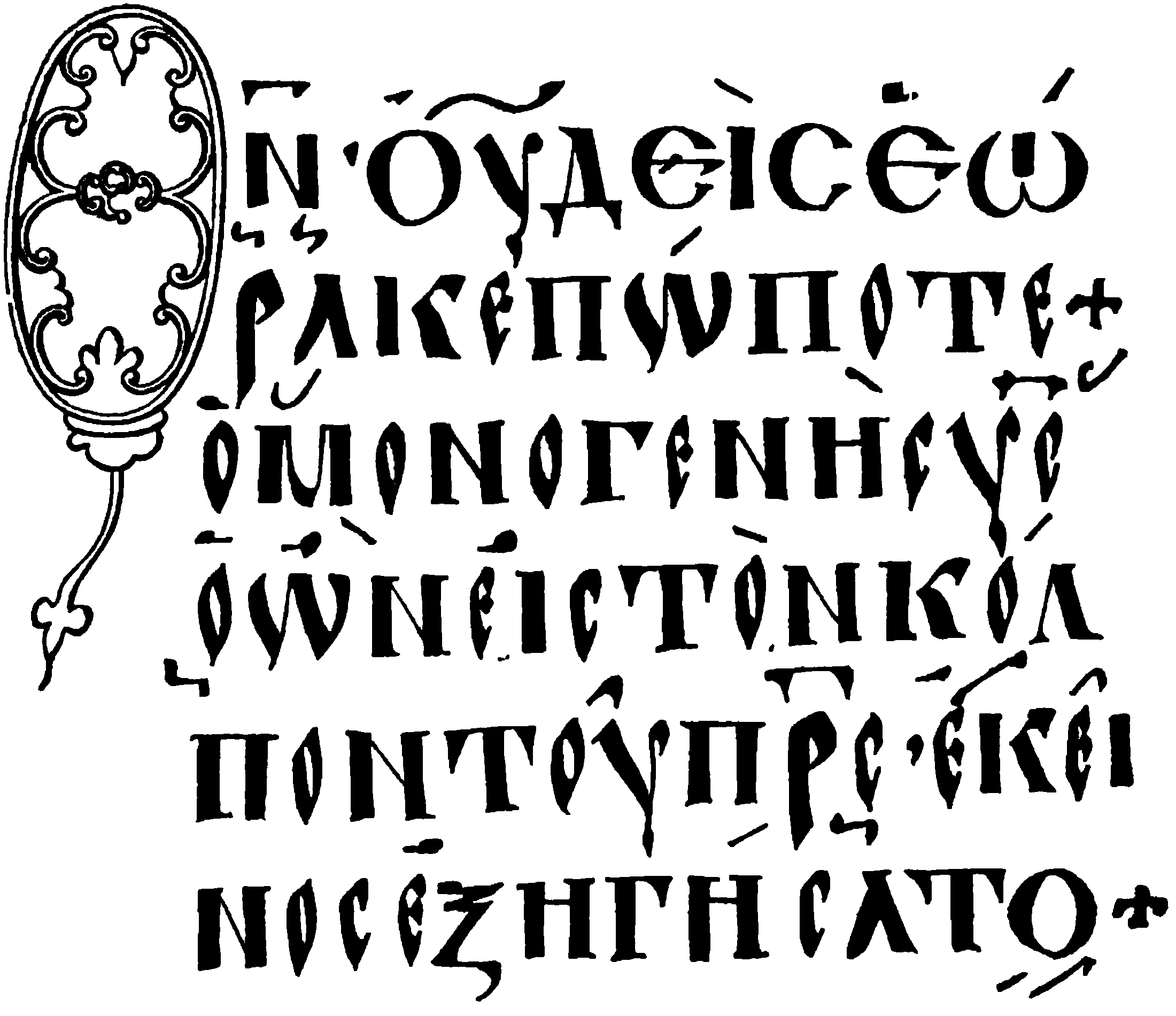
Codex Harcleianus.

Un manuscrit du Nouveau Testament en lectionnaire est une copie manuscrite contenant les passages des textes lus à l'occasion des cérémonies religieuses. Les lectionnaires sont écrits en caractères onciales ou minuscules grecques sur parchemin, papyrus, vélin, ou papier.
Ces lectionnaires sont distincts des :
- Papyri du Nouveau Testament
- Manuscrits du Nouveau Testament en onciales grecques
- Manuscrits du Nouveau Testament en minuscules grecques

Les lectionnaires contenant des Évangiles sont nommés Evangeliaria ou Evangelistaria, ceux qui contiennent les Actes des Apôtres ou les Épîtres sont nommés Apostoli or Praxapostoli. Ils apparaissent au VIe siècle.
Avant Johann Martin Augustin Scholz seuls 77 lectionnaires étaient connus. Scholz a ajouté à la liste les Evangeliaria de 58 à 181 et les Apostoli de 21 à 58. En 1909, Gregory dénombre 2 234 lectionnaires. De nos jours 2 453 lectionnaires manuscrits sont répertoriés (INTF) à Münster.
Les lectionnaires sont souvent basés sur le Textus Receptus avec quelques variations possibles.

## Liste des lectionnaires
- Les numéros (#) sont ceux du système standard de Caspar René Gregory.
- Les datations sont estimées par tranche de 50 ans à l'exception de celles données par les scribes eux-mêmes.

### Lectionnaires 1–500
| #               | Date                     | Contenu                                 | Institution | Ville                      | Pays                     |
| --------------- | ------------------------ | --------------------------------------- | --- | -------------------------- | ------------------------ |
| ℓ 1             | Xe siècle                | Evangelistarion (Onciale)               | Bibliothèque nationale de France, Gr. 278                                                                                          | Paris                      | France                   |
| ℓ 2             | Xe siècle                | Evangelistarion (Onciale)               | Bibliothèque nationale de France, Gr. 280                                                                                          | Paris                      | France                   |
| ℓ 3             | XIe siècle               | Evangelistarion (Onciale)               | Lincoln College, Gr. 15 | Oxford                     | Royaume-Uni              |
| ℓ 4             | XIe siècle               | Evangelistarion                         | Bibliothèque de l'université de Cambridge, Dd. 8.49                                                                                | Cambridge                  | Royaume-Uni              |
| ℓ 5             | Xe siècle                | Evangelistarion (Onciale)               | Bibliothèque Bodléienne, Barocci 202                                                                                               | Oxford                     | Royaume-Uni              |
| ℓ 6             | 1265                     | Evangelistarion, Apostolarion (Onciale) | Bibliothèque universitaire de Leyde, Or. 243                                                                                       | Leyde                      | Pays-Bas                 |
| ℓ 7             | 1204                     | Evangelistarion                         | Bibliothèque nationale de France, Gr. 301                                                                                          | Paris                      | France                   |
| ℓ 8             | XIVe siècle              | Evangelistarion                         | Bibliothèque nationale de France, Gr. 312                                                                                          | Paris                      | France                   |
| ℓ 9             | XIIIe siècle             | Evangelistarion                         | Bibliothèque nationale de France, Gr. 307                                                                                          | Paris                      | France                   |
| ℓ 10            | XIIIe siècle             | Evangelistarion                         | Bibliothèque nationale de France, Gr. 287                                                                                          | Paris                      | France                   |
| ℓ 11            | XIIIe siècle             | Evangelistarion                         | Bibliothèque nationale de France, Gr. 309                                                                                          | Paris                      | France                   |
| ℓ 12            | XIIIe siècle             | Evangelistarion                         | Bibliothèque nationale de France, Gr. 310                                                                                          | Paris                      | France                   |
| ℓ 13            | XIIe siècle              | Evangelistarion                         | Bibliothèque nationale de France, Coislin Gr. 31                                                                                   | Paris                      | France                   |
| ℓ 14            | XVIe siècle              | Evangelistarion                         | Bibliothèque nationale de France, Gr. 315                                                                                          | Paris                      | France                   |
| ℓ 15            | XIIIe siècle             | Evangelistarion                         | Bibliothèque nationale de France, Gr. 302                                                                                          | Paris                      | France                   |
| ℓ 16            | XIIe siècle              | Evangelistarion                         | Bibliothèque nationale de France, Gr. 297                                                                                          | Paris                      | France                   |
| ℓ 17            | IXe siècle               | Evangelistarion (Onciale)               | Bibliothèque nationale de France, Gr. 279                                                                                          | Paris                      | France                   |
| ℓ 18            | XIIe siècle              | Evangelistarion †                       | Bibliothèque Bodléienne, Laud. Gr. 32                                                                                              | Oxford                     | Royaume-Uni              |
| ℓ 19            | XIIIe siècle             | Evangelistarion                         | Bibliothèque Bodléienne, Auct. D. inf. 2.12                                                                                        | Oxford                     | Royaume-Uni              |
| ℓ 20            | 1047                     | Evangelistarion                         | Bibliothèque Bodléienne, Laud. Gr. 34                                                                                              | Oxford                     | Royaume-Uni              |
| ℓ 21            | XIVe siècle              | Evangelistarion                         | Bibliothèque Bodléienne, Arch. Selden. B. 56                                                                                       | Oxford                     | Royaume-Uni              |
| ℓ 22            | XIVe siècle              | Evangelistarion                         | Bibliothèque Bodléienne, Arch. Selden. B. 54                                                                                       | Oxford                     | Royaume-Uni              |
| ℓ 23            | XIe siècle               | Evangelistarion                         | British Library, Cotton. Vesp. B. 18                                                                                               | Londres                    | Royaume-Uni              |
| ℓ 24            | Xe siècle                | Evangelistarion                         | Bayerische Staatsbibliothek, Gr. 353                                                                                               | Munich                     | Allemagne                |
| ℓ 25            | XIIIe siècle             | Evangelistarion                         | British Library, Harley 5650 | Londres                    | Royaume-Uni              |
| ℓ 25b = ℓ 2306  |                          |                                         | |                            |                          |
| ℓ 26            | XIIIe siècle             | Evangelistarion †                       | Bibliothèque Bodléienne, Selden Supra 2                                                                                            | Oxford                     | Royaume-Uni              |
| ℓ 27            | XIVe siècle              | Evangelistarion                         | Bibliothèque Bodléienne, Selden Supra 3                                                                                            | Oxford                     | Royaume-Uni              |
| ℓ 28            | XIIIe siècle             | Evangelistarion †                       | Bibliothèque Bodléienne, Auct. D. inf. 2.14                                                                                        | Oxford                     | Royaume-Uni              |
| ℓ 29            | XIIe siècle              | Evangelistarion †                       | Bibliothèque Bodléienne, Auct. D. inf. 2.15                                                                                        | Oxford                     | Royaume-Uni              |
| ℓ 30            | 1225                     | Evangelistarion                         | Bibliothèque Bodléienne, Cromw. 11                                                                                                 | Oxford                     | Royaume-Uni              |
| ℓ 31            | XIIe siècle              | Evangelistarion                         | Stadtbibliothek, Ms. Cent. V. App. 40                                                                                              | Nuremberg                  | Allemagne                |
| ℓ 32            | XIe siècle               | Evangelistarion                         | Landesbibliothek, Memb. I 78 | Gotha                      | Allemagne                |
| ℓ 33            |                          | = ℓ 563                                 | |                            |                          |
| ℓ 34            | IXe siècle               | Evangelistarion (Onciale)               | Bayerische Staatsbibliothek, Gr. 329                                                                                               | Munich                     | Allemagne                |
| ℓ 35            | XIe siècle               | Evangelistarion (Onciale)               | Bibliothèque apostolique vaticane, Vat. gr. 351                                                                                    | Vatican                    |                          |
| ℓ 36            | Xe siècle                | Evangelistarion (Onciale)               | Bibliothèque apostolique vaticane, Vat. gr. 1067                                                                                   | Vatican                    |                          |
| ℓ 37            | XIIe siècle              | Evangelistarion                         | Bibliothèque apostolique vaticane, Borg. gr. 6                                                                                     | Vatican                    |                          |
| ℓ 38            | XVe siècle               | Evangelistarion                         | Université de Göttingen, Cod. Ms. theol. 33                                                                                        | Göttingen                  | Allemagne                |
| ℓ 39            | XIIIe siècle             | Evangelistarion                         | Bibliothèque nationale de France, Suppl. Gr. 104                                                                                   | Paris                      | France                   |
| ℓ 40            | Xe siècle                | Evangelistarion (Onciale)               | Escurial, Ψ. III. 14 | San Lorenzo de El Escorial | Espagne                  |
| ℓ 41            | XIe siècle               | Evangelistarion (Onciale)               | Escurial, X. III. 12 | San Lorenzo de El Escorial | Espagne                  |
| ℓ 42            | Xe siècle                | Evangelistarion (Onciale)               | Escurial, X. III. 13 | San Lorenzo de El Escorial | Espagne                  |
| ℓ 43            | XIIIe siècle             | Evangelistarion                         | Escurial, X. III. 16 | San Lorenzo de El Escorial | Espagne                  |
| ℓ 44            | XIIe siècle              | Apostolos                               | Det Kongelige Bibliotek, GkS | Copenhague                 | Danemark                 |
| ℓ 45            | Xe siècle                | Evangelistarion (Onciale)               | Bibliothèque nationale autrichienne, Jur. gr. 5, fol. 575-580                                                                      | Vienne                     | Autriche                 |
| ℓ 46            | IXe siècle               | Evangelistarion (Onciale)               | Bibl. Naz. Vittorio Emanuele III, Cod. Neapol. ex Vind. 2                                                                          | Naples                     | Italie                   |
| ℓ 47            | Xe siècle                | Evangelistarion (Onciale)               | Musée historique d'État, V. 11, S. 42                                                                                              | Moscou                     | Russie                   |
| ℓ 48            | 1055                     | Evangelistarion                         | Musée historique d'État, V. 15, S. 43                                                                                              | Moscou                     | Russie                   |
| ℓ 49            | Xe siècle/XIe siècle     | Evangelistarion                         | Musée historique d'État, V. 12, S. 225                                                                                             | Moscou                     | Russie                   |
| ℓ 50            | XIVe siècle              | Evangelistarion                         | Musée historique d'État, V. 10, S. 226                                                                                             | Moscou                     | Russie                   |
| ℓ 51            | XIVe siècle              | Evangelistarion                         | Musée historique d'État, V. 20, S. 224                                                                                             | Moscou                     | Russie                   |
| ℓ 52            | XIVe siècle              | Evangelistarion, Apostolos              | Musée historique d'État, V. 261, S. 279                                                                                            | Moscou                     | Russie                   |
| ℓ 53            | XVe siècle               | Evangelistarion, Apostolos              | Musée historique d'État, V. 262, S. 280                                                                                            | Moscou                     | Russie                   |
| ℓ 54            | 1470                     | Evangelistarion, Apostolos              | Musée historique d'État, V. 263, S. 281                                                                                            | Moscou                     | Russie                   |
| ℓ 55            | 1602                     | Evangelistarion, Apostolos              | Musée historique d'État, V. 264, S. 454                                                                                            | Moscou                     | Russie                   |
| ℓ 56            | XVe siècle/XVIe siècle   | Evangelistarion, Apostolos              | Musée historique d'État, V. 392, S. 466                                                                                            | Moscou                     | Russie                   |
| ℓ 57            | XVe siècle               | Evangelistarion, Apostolos              | Saxon State Library, A. 151 | Dresde                     | Allemagne                |
| ℓ 58            | XVIe siècle              | Evangelistarion †                       | Bibliothèque nationale de France, Suppl. Gr. 50                                                                                    | Paris                      | France                   |
| ℓ 59            | XIe siècle               | Apostolos                               | Musée historique d'État, V. 21, S. 4                                                                                               | Moscou                     | Russie                   |
| ℓ 60            | 1021                     | Evangelistarion, Apostolos              | Bibliothèque nationale de France, Gr. 375                                                                                          | Paris                      | France                   |
| ℓ 61            | XIIe siècle              | Evangelistarion †                       | Bibliothèque nationale de France, Gr. 182                                                                                          | Paris                      | France                   |
| ℓ 62            | XIIe siècle              | Evangelistarion, Apostolos              | Musée historique d'État, V. 22, S. 304                                                                                             | Moscou                     | Russie                   |
| ℓ 63            | IXe siècle               | Evangelistarion (Onciale)               | Bibliothèque nationale de France, Gr. 277                                                                                          | Paris                      | France                   |
| ℓ 64            | IXe siècle               | Evangelistarion (Onciale)               | Bibliothèque nationale de France, Gr. 281                                                                                          | Paris                      | France                   |
| ℓ 65            | IXe siècle               | Evangelistarion (Onciale)               | Bibliothèque nationale de France, Gr. 282                                                                                          | Paris                      | France                   |
| ℓ 66            | IXe siècle               | Evangelistarion (Onciale)               | Bibliothèque nationale de France, Gr. 283                                                                                          | Paris                      | France                   |
| ℓ 67            | XIIe siècle              | Evangelistarion                         | Bibliothèque nationale de France, Gr. 284                                                                                          | Paris                      | France                   |
| ℓ 68            | XIIe siècle              | Evangelistarion                         | Bibliothèque nationale de France, Gr. 285                                                                                          | Paris                      | France                   |
| ℓ 69            | XIIe siècle              | Evangelistarion                         | Bibliothèque nationale de France, Gr. 256                                                                                          | Paris                      | France                   |
| ℓ 70            | XIIe siècle              | Evangelistarion                         | Bibliothèque nationale de France, Gr. 288                                                                                          | Paris                      | France                   |
| ℓ 71            | 1066                     | Evangelistarion                         | Bibliothèque nationale de France, Gr. 289                                                                                          | Paris                      | France                   |
| ℓ 72            | XIIIe siècle             | Evangelistarion                         | Bibliothèque nationale de France, Gr. 290, fol. 4-190                                                                              | Paris                      | France                   |
| ℓ 73            | XIIe siècle              | Evangelistarion                         | Bibliothèque nationale de France, Gr. 291                                                                                          | Paris                      | France                   |
| ℓ 74            | XIIe siècle              | Evangelistarion                         | Bibliothèque nationale de France, Gr. 292                                                                                          | Paris                      | France                   |
| ℓ 75            | XIIe siècle              | Evangelistarion                         | Bibliothèque nationale de France, Gr. 293                                                                                          | Paris                      | France                   |
| ℓ 76            | XIIe siècle              | Evangelistarion                         | Bibliothèque nationale de France, Gr. 295                                                                                          | Paris                      | France                   |
| ℓ 77            | XIIe siècle              | Evangelistarion                         | Bibliothèque nationale de France, Gr. 296                                                                                          | Paris                      | France                   |
| ℓ 78            | XIIe siècle              | Evangelistarion                         | Bibliothèque nationale de France, Gr. 298                                                                                          | Paris                      | France                   |
| ℓ 79            | XIVe siècle              | Evangelistarion                         | Bibliothèque nationale de France, Gr. 299                                                                                          | Paris                      | France                   |
| ℓ 80            | XIIe siècle              | Evangelistarion                         | Bibliothèque nationale de France, Gr. 300                                                                                          | Paris                      | France                   |
| ℓ 81            | XIVe siècle              | Evangelistarion                         | Bibliothèque nationale de France, Gr. 305                                                                                          | Paris                      | France                   |
| ℓ 82            | XIVe siècle              | Evangelistarion                         | Bibliothèque nationale de France, Gr. 276                                                                                          | Paris                      | France                   |
| ℓ 83            | XIIe siècle              | Apostolos                               | Bibliothèque nationale de France, Gr. 294                                                                                          | Paris                      | France                   |
| ℓ 84            | XIIIe siècle             | Evangelistarion, Apostolos              | Bibliothèque nationale de France, Suppl. Gr. 32                                                                                    | Paris                      | France                   |
| ℓ 85            | XIIe siècle              | Evangelistarion                         | Bibliothèque nationale de France, Suppl. Gr. 33                                                                                    | Paris                      | France                   |
| ℓ 86            | 1336                     | Evangelistarion                         | Bibliothèque nationale de France, Gr. 311                                                                                          | Paris                      | France                   |
| ℓ 87            | XIVe siècle              | Evangelistarion                         | Bibliothèque nationale de France, Gr. 313                                                                                          | Paris                      | France                   |
| ℓ 88            | XIVe siècle              | Evangelistarion                         | Bibliothèque nationale de France, Gr. 314                                                                                          | Paris                      | France                   |
| ℓ 89            | XIVe siècle              | Evangelistarion                         | Bibliothèque nationale de France, Gr. 316                                                                                          | Paris                      | France                   |
| ℓ 90            | 1533                     | Evangelistarion                         | Bibliothèque nationale de France, Gr. 317                                                                                          | Paris                      | France                   |
| ℓ 91            | XIVe siècle              | Evangelistarion                         | Bibliothèque nationale de France, Gr. 318                                                                                          | Paris                      | France                   |
| ℓ 92            | XIVe siècle              | Evangelistarion, Apostolos              | Bibliothèque nationale de France, Gr. 324                                                                                          | Paris                      | France                   |
| ℓ 93            | XVIe siècle              | Evangelistarion                         | Bibliothèque nationale de France, Gr. 326                                                                                          | Paris                      | France                   |
| ℓ 94            | XIIe siècle              | Evangelistarion, Apostolos              | Bibliothèque nationale de France, Gr. 330                                                                                          | Paris                      | France                   |
| ℓ 95            | XIVe siècle              | Evangelistarion                         | Bibliothèque nationale de France, Gr. 374                                                                                          | Paris                      | France                   |
| ℓ 96            | XVIe siècle              | Evangelistarion, Apostolos              | Bibliothèque nationale de France, Suppl. Gr. 115                                                                                   | Paris                      | France                   |
| ℓ 97            | XIVe siècle              | Evangelistarion                         | Bibliothèque nationale de France, Gr. 376                                                                                          | Paris                      | France                   |
| ℓ 98            | XVe siècle               | Evangelistarion                         | Bibliothèque nationale de France, Gr. 377                                                                                          | Paris                      | France                   |
| ℓ 99            | XVIe siècle              | Evangelistarion                         | Bibliothèque nationale de France, Gr. 380                                                                                          | Paris                      | France                   |
| ℓ 100           | 1550                     | Evangelistarion                         | Bibliothèque nationale de France, Gr. 381                                                                                          | Paris                      | France                   |
| ℓ 101           | XIVe siècle              | Evangelistarion                         | Bibliothèque nationale de France, Gr. 303                                                                                          | Paris                      | France                   |
| ℓ 102           | 1370                     | Evangelistarion                         | Bibliothèque Ambrosienne, S. 62 sup.                                                                                               | Milan                      | Italie                   |
| ℓ 103           | XIIIe siècle             | Evangelistarion                         | Bibliothèque Ambrosienne, D. 67 sup.                                                                                               | Milan                      | Italie                   |
| ℓ 104           | XIIe siècle              | Evangelistarion, Apostolos              | Bibliothèque Ambrosienne, D. 72 sup.                                                                                               | Milan                      | Italie                   |
| ℓ 105           | XIIIe siècle             | Evangelistarion                         | Bibliothèque Ambrosienne, M. 81 sup.                                                                                               | Milan                      | Italie                   |
| ℓ 106           | XIIIe siècle             | Evangelistarion                         | Bibliothèque Ambrosienne, C. 91 sup.                                                                                               | Milan                      | Italie                   |
| ℓ 107           | XIIe siècle              | Evangelistarion                         | Biblioteca Marciana, Gr. Z. 548 (787)                                                                                              | Venise                     | Italie                   |
| ℓ 108           | XIe siècle               | Evangelistarion                         | Biblioteca Marciana, Gr. Z. 549 (655)                                                                                              | Venise                     | Italie                   |
| ℓ 109           | XIVe siècle              | Evangelistarion                         | Biblioteca Marciana, Gr. Z. 550 (848)                                                                                              | Venise                     | Italie                   |
| ℓ 110           | XIIIe siècle             | Evangelistarion                         | Biblioteca Marciana, Gr. Z. 551 (826)                                                                                              | Venise                     | Italie                   |
| ℓ 111           | IXe siècle               | Evangelistarion (Onciale)               | Bibliothèque Estense, Gr. 73 α.W.2.6                                                                                               | Modène                     | Italie                   |
| ℓ 112           | XIe siècle               | Evangelistarion, Apostolos              | Bibliothèque Laurentienne, Conv. Soppr. 12                                                                                         | Florence                   | Italie                   |
| ℓ 113           | XIIIe siècle             | Evangelistarion †                       | Bibliothèque Laurentienne, Plutei VI. 2                                                                                            | Florence                   | Italie                   |
| ℓ 114           | XIVe siècle              | Evangelistarion                         | Bibliothèque Laurentienne, Plutei VI. 7                                                                                            | Florence                   | Italie                   |
| ℓ 115           | Xe siècle                | Evangelistarion (Onciale)               | Bibliothèque Laurentienne, Plutei VI. 21                                                                                           | Florence                   | Italie                   |
| ℓ 116           | Xe siècle                | Evangelistarion (Onciale)               | Bibliothèque Laurentienne, Plutei VI. 31                                                                                           | Florence                   | Italie                   |
| ℓ 117           | XIe siècle               | Evangelistarion                         | Bibliothèque Laurentienne, Med. Pal. 244                                                                                           | Florence                   | Italie                   |
| ℓ 118           | XIVe siècle              | Evangelistarion                         | Bibliothèque Laurentienne, Med. Pal. 243                                                                                           | Florence                   | Italie                   |
| ℓ 119           | XIIIe siècle             | Evangelistarion                         | Bibliothèque apostolique vaticane, Vat. gr. 1155                                                                                   | Vatican                    | Vatican                  |
| ℓ 120           | XIe siècle/XIIe siècle   | Evangelistarion                         | Bibliothèque apostolique vaticane, Vat. gr. 1156                                                                                   | Vatican                    | Vatican                  |
| ℓ 121           | XIe siècle               | Evangelistarion †                       | Bibliothèque apostolique vaticane, Vat. gr. 1157                                                                                   | Vatican                    | Vatican                  |
| ℓ 122           | 1175                     | Evangelistarion                         | Bibliothèque apostolique vaticane, Vat. gr. 1068                                                                                   | Vatican                    | Vatican                  |
| ℓ 123           | Xe siècle                | Evangelistarion (Onciale)               | Bibliothèque apostolique vaticane, Vat. gr. 1522                                                                                   | Vatican                    | Vatican                  |
| ℓ 124           | XIIe siècle              | Evangelistarion                         | Bibliothèque apostolique vaticane, Vat. gr. 1988                                                                                   | Vatican                    | Vatican                  |
| ℓ 125           | XIe siècle               | Evangelistarion                         | Bibliothèque apostolique vaticane, Vat. gr. 2017                                                                                   | Vatican                    | Vatican                  |
| ℓ 126           | XIe siècle               | Evangelistarion                         | Bibliothèque apostolique vaticane, Vat. gr. 2041                                                                                   | Vatican                    | Vatican                  |
| ℓ 127           | IXe siècle               | Evangelistarion (Onciale)               | Bibliothèque apostolique vaticane, Vat. gr. 2063                                                                                   | Vatican                    | Vatican                  |
| ℓ 128           | XIVe siècle              | Evangelistarion                         | Bibliothèque apostolique vaticane, Vat. gr. 2133                                                                                   | Vatican                    | Vatican                  |
| ℓ 129           | XIIe siècle              | Evangelistarion                         | Bibliothèque apostolique vaticane, Reg. gr. 12                                                                                     | Vatican                    | Vatican                  |
| ℓ 130           | Xe siècle                | Evangelistarion (Onciale)               | Bibliothèque apostolique vaticane, Ottob. 2.2 Bde                                                                                  | Vatican                    | Vatican                  |
| ℓ 131           | XIe siècle               | Evangelistarion                         | Bibliothèque apostolique vaticane, Ottob. gr. 175                                                                                  | Vatican                    | Vatican                  |
| ℓ 132           | XIVe siècle              | Evangelistarion                         | Bibliothèque apostolique vaticane, Ottob. gr. 326                                                                                  | Vatican                    | Vatican                  |
| ℓ 133           | XIVe siècle              | Evangelistarion, Apostolos              | Bibliothèque apostolique vaticane, Ottob. gr. 416                                                                                  | Vatican                    | Vatican                  |
| ℓ 134           | XIIIe siècle             | Evangelistarion †                       | Bibliothèque apostolique vaticane, Cod. Vat. Barb. gr. 565                                                                         | Vatican                    | Vatican                  |
| ℓ 135           | VIIIe siècle             | Evangelistarion (Onciale)               | Bibliothèque apostolique vaticane, Cod. Vat. Barb. gr. 472, fol. 1-118, 139-165                                                    | Vatican                    | Vatican                  |
| ℓ 136           | XIIe siècle              | Evangelistarion                         | Bibliothèque apostolique vaticane, Cod. Vat. Barb. gr. 472                                                                         | Vatican                    | Vatican                  |
| ℓ 137           | XIe siècle               | Evangelistarion                         | Biblioteca Vallicelliana, D. 63 | Rome                       | Italie                   |
| ℓ 138           | XVe siècle               | Evangelistarion                         | Biblioteca nazionale Vittorio Emanuele III, Ms. II. A. 6                                                                           | Naples                     | Italie                   |
| ℓ 139           | Xe siècle/XIe siècle     | Evangelistarion                         | Biblioteca Marciana, Gr. Z. 12 | Naples                     | Italie                   |
| ℓ 140           | XIIIe siècle             | Evangelistarion                         | Biblioteca Marciana, Gr. Z. 286 | Naples                     | Italie                   |
| ℓ 141           | XIe siècle               | Evangelistarion                         | Biblioteca Marciana, Gr. I. 9 | Naples                     | Italie                   |
| ℓ 142           | XIVe siècle              | Evangelistarion                         | Biblioteca Marciana, Gr. I. 23 | Naples                     | Italie                   |
| ℓ 143           | VIIIe siècle             | Evangelistarion (Onciale)               | Musées d'État de Berlin, P. 8771 Bibliothèque nationale de France, Copt. 129,19 Bibliothèque apostolique vaticane, Borg. copt. 109 | Berlin Paris Vatican       | Allemagne France Vatican |
| ℓ 144           | XIVe siècle              | Apostolos                               | Bibliothèque nationale de France, Gr. 304                                                                                          | Paris                      | France                   |
| ℓ 145           | XIIe siècle              | Apostolos                               | Bibliothèque nationale de France, Gr. 306                                                                                          | Paris                      | France                   |
| ℓ 146           | XIIe siècle              | Evangelistarion                         | Bibliothèque de l'université de Cambridge, Dd. 8.23                                                                                | Cambridge                  | Royaume-Uni              |
| ℓ 147           | XIIe siècle              | Apostolos                               | Bibliothèque nationale de France, Gr. 319                                                                                          | Paris                      | France                   |
| ℓ 148           | XIIe siècle              | Apostolos                               | Bibliothèque nationale de France, Gr. 320                                                                                          | Paris                      | France                   |
| ℓ 149           | XIVe siècle              | Apostolos                               | Bibliothèque nationale de France, Gr. 321                                                                                          | Paris                      | France                   |
| ℓ 150           | 995                      | Evangelistarion (Onciale)               | British Library, MS Harl 5598 | Londres                    | Royaume-Uni              |
| ℓ 151           | XIIe siècle              | Evangelistarion                         | British Library, MS Harl 5785 | Londres                    | Royaume-Uni              |
| ℓ 152           | IXe siècle               | Evangelistarion (Onciale)               | British Library, MS Harl 5787 | Londres                    | Royaume-Uni              |
| ℓ 153           | XIVe siècle              | Apostolos                               | Bibliothèque nationale de France, Gr. 373                                                                                          | Paris                      | France                   |
| ℓ 154           | XIIIe siècle             | Evangelistarion                         | Bayerische Staatsbibliothek, Gr. 326                                                                                               | Munich                     | Allemagne                |
| ℓ 155           | Xe siècle                | Evangelistarion (Onciale)               | Bibliothèque nationale autrichienne, Theol. gr. 209                                                                                | Vienne                     | Autriche                 |
| ℓ 156           | Xe siècle                | Apostolos                               | Bibliothèque nationale de France, Gr. 382                                                                                          | Paris                      | France                   |
| ℓ 157           | 1253                     | Evangelistarion †                       | Bibliothèque Bodléienne, E. D. Clarke 8                                                                                            | Oxford                     | Royaume-Uni              |
| ℓ 158           | XVIe siècle              | Apostolarion                            | Bibliothèque nationale de France, Gr. 383                                                                                          | Paris                      | France                   |
| ℓ 159           | 1061                     | Evangelistarion                         | Orthodox Patriarchate, Panagias, s. n.                                                                                             | Jérusalem                  | Israël                   |
| ℓ 160           | XVe siècle               | Apostolarion                            | Bibliothèque apostolique vaticane, Vat. gr. 1528                                                                                   | Vatican                    | Vatican                  |
| ℓ 161           | XVIe siècle              | Apostolarion                            | Biblioteca Vallicelliana, C. 46, fol. 227-341                                                                                      | Rome                       | Italie                   |
| ℓ 162           | XIIe siècle              | Apostolarion                            | Glasgow University Library, Ms. Hunter 406                                                                                         | Glasgow                    | Royaume-Uni              |
| ℓ 163           | XIVe siècle              | Apostolarion                            | Bibliothèque Ambrosienne, C. 63 sup.                                                                                               | Milan                      | Italie                   |
| ℓ 164           | 1172                     | Apostolarion                            | Christ Church, Wake 33 | Oxford                     | Royaume-Uni              |
| ℓ 165           | XIe siècle               | Apostolarion †                          | Lambeth Palace, 1190 | Londres                    | Royaume-Uni              |
| ℓ 166           | XIIIe siècle             | Apostolarion †                          | Lambeth Palace, 1191 | Londres                    | Royaume-Uni              |
| ℓ 167           | XVe siècle               | Apostolarion                            | Lambeth Palace, 1195 | Londres                    | Royaume-Uni              |
| ℓ 168           | XIIe siècle              | Apostolarion                            | Lambeth Palace, 1196 | Londres                    | Royaume-Uni              |
| ℓ 169           | XIIIe siècle             | Apostolarion                            | British Library, Add. 32051 | Londres                    | Royaume-Uni              |
| ℓ 170           | XIVe siècle              | Apostolarion †                          | Université du Michigan, Ms. 35 | Ann Arbor                  | États-Unis               |
| ℓ 171           | IXe siècle               | Apostolarion                            | Bibliothèque nationale russe, Gr. 38, fol. 8                                                                                       | Saint-Pétersbourg          | Russie                   |
| ℓ 172           | XIIIe siècle             | Apostolarion                            | Université Harvard, Ms. Gr. 7 (2)                                                                                                  | Cambridge                  | États-Unis               |
| ℓ 173           | Xe siècle                | Apostolarion                            | Bibliothèque nationale russe, Gr. 57                                                                                               | Saint-Pétersbourg          | Russie                   |
| ℓ 174           | XIIIe siècle             | Evangelistarion, Apostolarion           | Bibliothèque nationale russe, Gr. 37; Gr. 45a; Gr. 112                                                                             | Saint-Pétersbourg          | Russie                   |
| ℓ 175           | XVe siècle               | Apostolarion                            | New York Public Library, Rare Books and Manuscripts, Ms. 103                                                                       | État de New York           | États-Unis               |
| ℓ 176           | XIIe siècle              | Apostolarion †                          | Bibliothèque de l'université de Cambridge, Add. Mss. 679.1                                                                         | Cambridge                  | Royaume-Uni              |
| ℓ 177           | XIe siècle               | Apostolarion †                          | British Library, Add. 11841 | Londres                    | Royaume-Uni              |
| ℓ 178           | IXe siècle               | Apostolarion                            | Université de Leipzig, Cod. Gr. 69                                                                                                 | Leipzig                    | Allemagne                |
| ℓ 179           | Xe siècle                | Apostolarion (Onciale)                  | Domschatz, Hs. 72, fol. 2-9 | Trèves (Allemagne)         | Allemagne                |
| ℓ 180           | XIVe siècle              | Evangelistarion †                       | Université Harvard, Theol. Libr., Ms. 21                                                                                           | Cambridge                  | États-Unis               |
| ℓ 181           | 980                      | Evangelistarion                         | British Library, Add. 39602 | Londres                    | Royaume-Uni              |
| ℓ 182           | IXe siècle               | Evangelistarion                         | British Library, Add. 39583 | Londres                    | Royaume-Uni              |
| ℓ 183           | Xe siècle                | Evangelistarion (Onciale) †             | British Library, Arundel 547 | Londres                    | Royaume-Uni              |
| ℓ 184           | 1319                     | Evangelistarion                         | British Library, Burney 22 | Londres                    | Royaume-Uni              |
| ℓ 185           | XIe siècle               | Evangelistarion †                       | Christ's College, GG.1.6 (Ms. 6)                                                                                                   | Cambridge                  | Royaume-Uni              |
| ℓ 186           | XIe siècle               | Evangelistarion †                       | Trinity College (O. IV. 22) | Cambridge                  | Royaume-Uni              |
| ℓ 187           | XIIIe siècle             | Evangelistarion †                       | British Library, Burney 22 | Londres                    | Royaume-Uni              |
| ℓ 188           | 1033                     | Evangelistarion †                       | British Library, Add. 5153 | Londres                    | Royaume-Uni              |
| ℓ 189           | XIIe siècle              | Evangelistarion †                       | British Library, Add. 11840 | Londres                    | Royaume-Uni              |
| ℓ 190           | XIe siècle               | Evangelistarion †                       | British Library, Add. 17370 | Londres                    | Royaume-Uni              |
| ℓ 191           | XIIe siècle              | Evangelistarion †                       | British Library, Add. 18212 | Londres                    | Royaume-Uni              |
| ℓ 192           | XIIIe siècle             | Evangelistarion †                       | British Library, Add. 19460 | Londres                    | Royaume-Uni              |
| ℓ 193           | 1334/1335                | Evangelistarion                         | British Library, Add. 19993 | Londres                    | Royaume-Uni              |
| ℓ 194           | Xe siècle                | Evangelistarion (Onciale) †             | Bibliothèque Bodléienne, Canon. Gr. 85                                                                                             | Oxford                     | Royaume-Uni              |
| ℓ 195           | XIe siècle               | Evangelistarion (Onciale)               | Bibliothèque Bodléienne, Canon. Gr. 92                                                                                             | Oxford                     | Royaume-Uni              |
| ℓ 196           | XVe siècle               | Evangelistarion                         | Bibliothèque Bodléienne, Canon. Gr. 119                                                                                            | Oxford                     | Royaume-Uni              |
| ℓ 197           | XVe siècle               | Apostolarion                            | Bibliothèque Bodléienne, Canon. Gr. 126, fol. 252-259                                                                              | Oxford                     | Royaume-Uni              |
| ℓ 198           | XIIe siècle              | Evangelistarion                         | Bibliothèque Bodléienne, E. D. Clarke. 45                                                                                          | Oxford                     | Royaume-Uni              |
| ℓ 199           | XIIIe siècle             | Evangelistarion                         | Bibliothèque Bodléienne, E. D. Clarke. 46                                                                                          | Oxford                     | Royaume-Uni              |
| ℓ 200           | XIIe siècle              | Evangelistarion                         | Bibliothèque Bodléienne, E. D. Clarke. 47                                                                                          | Oxford                     | Royaume-Uni              |
| ℓ 201           | XIIIe siècle             | Evangelistarion                         | Bibliothèque Bodléienne, E. D. Clarke. 48                                                                                          | Oxford                     | Royaume-Uni              |
| ℓ 202           | XIIe siècle              | Evangelistarion                         | Bibliothèque Bodléienne, Cromw. 27                                                                                                 | Oxford                     | Royaume-Uni              |
| ℓ 203           | 1067?                    | Evangelistarion                         | Bibliothèque Bodléienne, Auct. F. 6. 25                                                                                            | Oxford                     | Royaume-Uni              |
| ℓ 204           | XIe siècle               | Evangelistarion                         | Bibliothèque Bodléienne, Rawl. G. 2                                                                                                | Oxford                     | Royaume-Uni              |
| ℓ 205           | Xe siècle                | Evangelistarion (Onciale)               | Bibliothèque Bodléienne, Barocci 197                                                                                               | Oxford                     | Royaume-Uni              |
| ℓ 206a          | XIe siècle               | Evangelistarion                         | Christ Church, Wake 13 | Oxford                     | Royaume-Uni              |
| ℓ 206b = ℓ 2308 |                          |                                         | |                            |                          |
| ℓ 207           | XIIe siècle              | Evangelistarion                         | Christ Church, Wake 14 | Oxford                     | Royaume-Uni              |
| ℓ 208           | XIe siècle               | Evangelistarion †                       | Christ Church, Wake 15 | Oxford                     | Royaume-Uni              |
| ℓ 209           | XIIe siècle              | Evangelistarion                         | Christ Church, Wake 16 | Oxford                     | Royaume-Uni              |
| ℓ 210           | XIIe siècle              | Evangelistarion                         | Christ Church, Wake 17 | Oxford                     | Royaume-Uni              |
| ℓ 211           | XIIe siècle              | Evangelistarion                         | Christ Church, Wake 18 | Oxford                     | Royaume-Uni              |
| ℓ 212           | XIe siècle               | Evangelistarion                         | Christ Church, Wake 18 | Oxford                     | Royaume-Uni              |
| ℓ 213           | XIIIe siècle             | Evangelistarion                         | Christ Church, Wake 23 | Oxford                     | Royaume-Uni              |
| ℓ 214           | XIIe siècle              | Evangelistarion                         | inconnu |                            |                          |
| ℓ 215           | XIIIe siècle/XIVe siècle | Evangelistarion                         | inconnu |                            |                          |
| ℓ 216           | XIIIe siècle             | Apostolarion                            | Université du Michigan, Ms. 49 | Ann Arbor                  | États-Unis               |
| ℓ 217           | XIIIe siècle             | Evangelistarion                         | inconnu |                            |                          |
| ℓ 218           | XVe siècle               | Evangelistarion                         | inconnu |                            |                          |
| ℓ 219           | XIe siècle               | Evangelistarion                         | inconnu |                            |                          |
| ℓ 220           | XIIIe siècle             | Evangelistarion                         | Univ. Libr., Ms. 83 | Ann Arbor                  | États-Unis               |
| ℓ 221           | XVe siècle               | Evangelistarion                         | The Scriptorium, VK 1096 | Orlando (Floride)          | États-Unis               |
| ℓ 222           | XIIIe siècle             | Evangelistarium                         | Perdu |                            |                          |
| ℓ 223           | XVe siècle               | Evangelistarion                         | Université du Michigan, Ms. 17 | Ann Arbor                  | États-Unis               |
| ℓ 224           | XIVe siècle              | Evangelistarion                         | Université du Michigan, Ms. 31 | Ann Arbor                  | États-Unis               |
| ℓ 225           | XVe siècle               | Evangelistarion                         | Université du Michigan, Ms. 29 | Ann Arbor                  | États-Unis               |
| ℓ 226           | XIVe siècle              | Evangelistarion †                       | Université du Michigan, Ms. 28 | Ann Arbor                  | États-Unis               |
| ℓ 227           | XIVe siècle              | Evangelistarion †                       | Université du Michigan, Ms. 32 | Ann Arbor                  | États-Unis               |
| ℓ 228           | XVe siècle               | Evangelistarion, Apostolarion           | Université du Michigan, Ms. 43 | Ann Arbor                  | États-Unis               |
| ℓ 229           | XIIIe siècle             | Evangelistarion                         | Antiquariat Christi, 1187 | Londres                    | Royaume-Uni              |
| ℓ 230           | XIIIe siècle             | Evangelistarion                         | Antiquariat Christi, 1188 | Londres                    | Royaume-Uni              |
| ℓ 231           | XIIIe siècle             | Evangelistarion                         | Antiquariat Christi, 1189 | Londres                    | Royaume-Uni              |
| ℓ 232           | XIVe siècle              | Evangelistarion                         | British Library, 29713 | Londres                    | Royaume-Uni              |
| ℓ 233           | XIe siècle               | Evangelistarion                         | British Library, Add 39603 | Londres                    | Royaume-Uni              |
| ℓ 234           | XIIIe siècle             | Evangelistarion                         | Sion College, Arc L 40.2/G 1 | Londres                    | Royaume-Uni              |
| ℓ 235           | XIIIe siècle             | Evangelistarion                         | Sion College, Arc L 40.2/G 2 | Londres                    | Royaume-Uni              |
| ℓ 236           | XIIIe siècle             | Evangelistarion                         | Sion College, Arc L 40.2/G 4 | Londres                    | Royaume-Uni              |
| ℓ 237           | XIIe siècle              | Evangelistarion                         | British Library, Add. 36822 | Londres                    | Royaume-Uni              |
| ℓ 238           | XIe siècle               | Evangelistarion                         | British Library, Egerton 3046 | Londres                    | Royaume-Uni              |
| ℓ 239           | XIIIe siècle             | Evangelistarion                         | Glasgow University Library, Ms. Hunter 440                                                                                         | Glasgow                    | Royaume-Uni              |
| ℓ 240           | XIIe siècle              | Evangelistarion                         | Glasgow University Library, Ms. Hunter 405                                                                                         | Glasgow                    | Royaume-Uni              |
| ℓ 241           | 1199                     | Evangelistarion                         | Glasgow University Library, Ms. Hunter 419                                                                                         | Glasgow                    |                          |
| ℓ 242 = ℓ 1386  |                          |                                         | |                            |                          |
| ℓ 243           | Xe siècle                | Evangelistarion (Onciale)               | Bibliothèque nationale russe, Gr. 21, 21a                                                                                          | Saint-Pétersbourg          | Russie                   |
| ℓ 244           | Xe siècle                | Evangelistarion (Onciale)               | Bibliothèque nationale russe, Gr. 35                                                                                               | Saint-Pétersbourg          | Russie                   |
| ℓ 245           | IXe siècle               | Evangelistarion (Onciale)               | Bibliothèque nationale russe, Gr. 36                                                                                               | Saint-Pétersbourg          | Russie                   |
| ℓ 246           | IXe siècle               | Evangelistarion (Onciale)               | Bibliothèque nationale russe, Gr. 39                                                                                               | Saint-Pétersbourg          | Russie                   |
| ℓ 247           | IXe siècle               | Evangelistarion (Onciale)               | Bibliothèque nationale russe, Gr. 40                                                                                               | Saint-Pétersbourg          | Russie                   |
| ℓ 248           | IXe siècle               | Evangelistarion (Onciale)               | Bibliothèque nationale russe, Gr. 43                                                                                               | Saint-Pétersbourg          | Russie                   |
| ℓ 249           | IXe siècle               | Evangelistarion, Apostolarion (Onciale) | Bibliothèque nationale russe, Gr. 44                                                                                               | Saint-Pétersbourg          | Russie                   |
| ℓ 250           | Xe siècle                | Evangelistarion, Apostolarion (Onciale) | Bibliothèque nationale russe, Gr. 55                                                                                               | Saint-Pétersbourg          | Russie                   |
| ℓ 251           | Xe siècle                | Evangelistarion                         | Bibliothèque nationale russe, Gr. 56                                                                                               | Saint-Pétersbourg          | Russie                   |
| ℓ 252           | XIe siècle               | Evangelistarion                         | Bibliothèque nationale russe, Gr. 69                                                                                               | Saint-Pétersbourg          | Russie                   |
| ℓ 253           | 1020                     | Evangelistarion                         | Bibliothèque nationale russe, Gr. 71                                                                                               | Saint-Pétersbourg          | Russie                   |
| ℓ 254           | XIe siècle               | Evangelistarion                         | Bibliothèque nationale russe, Gr. 80                                                                                               | Saint-Pétersbourg          | Russie                   |
| ℓ 255           | XIe siècle               | Evangelistarion                         | Bibliothèque nationale russe, Gr. 84                                                                                               | Saint-Pétersbourg          | Russie                   |
| ℓ 256           | XIIe siècle              | Evangelistarion, Apostolarion           | Bibliothèque nationale russe, Gr. 90                                                                                               | Saint-Pétersbourg          | Russie                   |
| ℓ 257           | 1305/1306                | Evangelistarion, Apostolarion           | British Library, Add. 29714 | Londres                    | Royaume-Uni              |
| ℓ 258           | XIIIe siècle             | Evangelistarion                         | Bibliothèque nationale russe, Gr. 111                                                                                              | Saint-Pétersbourg          | Russie                   |
| ℓ 259           | XIIIe siècle             | Evangelistarion                         | Bibliothèque Bodléienne, Auct. T. inf. 2.11                                                                                        | Oxford                     | Royaume-Uni              |
| ℓ 260           | ?                        | Evangelistarion                         | ? | ?                          | ?                        |
| ℓ 261           | XIIe siècle              | Evangelistarion                         | Bibliothèque nationale de France, Suppl. Gr. 27                                                                                    | Paris                      | France                   |
| ℓ 262           | XVIIe siècle             | Evangelistarion                         | Bibliothèque nationale de France, Gr. 242                                                                                          | Paris                      | France                   |
| ℓ 263           | XIIe siècle              | Evangelistarion                         | Bibliothèque municipale de Besançon, Ms. 45                                                                                        | Besançon                   | France                   |
| ℓ 264           | 1381                     | Evangelistarion                         | Biblioteca Marciana, Gr. I. 4 (1396)                                                                                               | Venise                     | Italie                   |
| ℓ 265           | Xe siècle                | Evangelistarion                         | Biblioteca Marciana, Gr. I. 45 (927)                                                                                               | Venise                     | Italie                   |
| ℓ 266           | XIIe siècle              | Evangelistarion                         | Biblioteca Marciana, Gr. I. 46 (1435)                                                                                              | Venise                     | Italie                   |
| ℓ 267           | XIe siècle               | Evangelistarion                         | Biblioteca Marciana, Gr. I. 47 (978)                                                                                               | Venise                     | Italie                   |
| ℓ 268           | XIIe siècle              | Evangelistarion                         | Biblioteca Marciana, Gr. I. 48 (1199)                                                                                              | Venise                     | Italie                   |
| ℓ 269           | VIIIe siècle             | Evangelistarion                         | Biblioteca Marciana, Gr. I. 49 (1213)                                                                                              | Venise                     | Italie                   |
| ℓ 270           | XIVe siècle              | Evangelistarion                         | Biblioteca Marciana, Gr. I. 50 (1436)                                                                                              | Venise                     | Italie                   |
| ℓ 271           | XVIIe siècle             | Evangelistarion                         | Biblioteca Marciana, Gr. I. 51 (1419)                                                                                              | Venise                     | Italie                   |
| ℓ 272           | XVIe siècle              | Evangelistarion                         | Biblioteca Marciana, Gr. I. 52 (1200)                                                                                              | Venise                     | Italie                   |
| ℓ 273           | XIIIe siècle             | Evangelistarion                         | Biblioteca Marciana, Gr. II. 17 (1295)                                                                                             | Venise                     | Italie                   |
| ℓ 274           | XVIe siècle              | Evangelistarion                         | Biblioteca Marciana, Gr. II. 143 (1381)                                                                                            | Venise                     | Italie                   |
| ℓ 275           | XIIe siècle              | Evangelistarion                         | Biblioteca Marciana, Gr. I. 53 (966)                                                                                               | Venise                     | Italie                   |
| ℓ 276           | XIIIe siècle             | Evangelistarion                         | Biblioteca Marciana, Gr. I. 54 (1146)                                                                                              | Venise                     | Italie                   |
| ℓ 277           | XVe siècle               | Evangelistarion                         | Biblioteca Marciana, Gr. I. 55 (967)                                                                                               | Venise                     | Italie                   |
| ℓ 278           | XIe siècle               | Evangelistarion                         | Istituto Ellenico di Studi Bizantini e Postbizantini, B'                                                                           | Venise                     | Italie                   |
| ℓ 279           | XIe siècle               | Evangelistarion                         | Istituto Ellenico di Studi Bizantini e Postbizantini, A'                                                                           | Venise                     | Italie                   |
| ℓ 280           | XIVe siècle              | Evangelistarion                         | Istituto Ellenico di Studi Bizantini e Postbizantini, G'                                                                           | Venise                     | Italie                   |
| ℓ 281           | XIVe siècle              | Evangelistarion                         | Université de Bologne, 3638 | Bologne                    | Italie                   |
| ℓ 282           | XIVe siècle              | Evangelistarion                         | Biblioteca Palatina, Ms. Pal. 14                                                                                                   | Parme                      | Italie                   |
| ℓ 283           | XIe siècle               | Evangelistarion                         | Biblioteca Comunale, X. IV. 1 | Sienne                     | Italie                   |
| ℓ 284           | Xe siècle                | Evangelistarion                         | Bibliothèque Ambrosienne, Q. 79 sup., fol. 1                                                                                       | Milan                      | Italie                   |
| ℓ 285           | XIIe siècle              | Evangelistarion                         | Bibliothèque Ambrosienne, I. 94 suss., fol. 1-37                                                                                   | Milan                      | Italie                   |
| ℓ 286           | IXe siècle               | Evangelistarion                         | Bibliothèque Ambrosienne, E. 101 sup.                                                                                              | Milan                      | Italie                   |
| ℓ 287           | XIIIe siècle             | Evangelistarion                         | Bibliothèque Ambrosienne, D. 108 sup., fol. 3-203 (fol. 1. 2. 204: ℓ 2352)                                                         | Milan                      | Italie                   |
| ℓ 288           | XIIIe siècle             | Evangelistarion †                       | Bibliothèque Ambrosienne, A. 150 sup.                                                                                              | Milan                      | Italie                   |
| ℓ 289           | XIVe siècle              | Evangelistarion †                       | Bibliothèque Ambrosienne, C. 160 inf.                                                                                              | Milan                      | Italie                   |
| ℓ 290           | XIVe siècle              | Evangelistarion †                       | Bibliothèque Ambrosienne, P. 274 sup.                                                                                              | Milan                      | Italie                   |
| ℓ 291           | XIIIe siècle             | Evangelistarion                         | Bibliothèque Laurentienne, S. Marco 706                                                                                            | Florence                   | Italie                   |
| ℓ 292           | IXe siècle               | Evangelistarion                         | Bibliothèque municipale, 10 (L 11)                                                                                                 | Carpentras                 | France                   |
| ℓ 293           | VIIIe siècle             | Evangelistarion †                       | Université de Leipzig, Cod. Gr. 3                                                                                                  | Leipzig                    | Allemagne                |
| ℓ 294           | IXe siècle/Xe siècle     | Evangelistarion                         | Université Eberhard Karl de Tübingen, Mb. 4                                                                                        | Tübingen                   | Allemagne                |
| ℓ 295           | Xe siècle                | Evangelistarion                         | inconnu | ?                          | ?                        |
| ℓ 296           | Xe siècle                | Evangelistarion                         | Houghton Library, Université Harvard, Ms. Gr. 6                                                                                    | Cambridge                  | États-Unis               |
| ℓ 297           | XIIIe siècle             | Evangelistarion †                       | Houghton Library, Université Harvard, Ms. Gr. 7 (1)                                                                                | Cambridge                  | États-Unis               |
| ℓ 298           | XIVe siècle              | Evangelistarion                         | Houghton Library, Ms. Gr. 12 | Cambridge                  | États-Unis               |
| ℓ 299           | XIIIe siècle             | Evangelistarion                         | BFBS | Londres                    | Royaume-Uni              |
| ℓ 300           | XIe siècle               | Evangelistarion †                       | Monastère Sainte-Catherine du Sinaï, Ms. Gr. 12                                                                                    | Sinai                      | Égypte                   |
| ℓ 301           | XIIIe siècle             | Evangelistarion †                       | Drew University, 2 | Madison                    | États-Unis               |
| ℓ 302           | XVe siècle (paper)       | Evangelistarion                         | Université Duke, Gk Ms 83 | Durham                     | États-Unis               |
| ℓ 303           | XIIe siècle              | Evangelistarion                         | Princeton Theological Seminary, 11.21.1900                                                                                         | Princeton                  | États-Unis               |
| ℓ 304           | XIVe siècle              | Evangelistarion †                       | Lutheran School of Theology at Chicago, Gruber Ms. 111                                                                             | Chicago                    | États-Unis               |
| ℓ 305           | XIIe siècle              | Evangelistarion †                       | Bibliothèque de l'université de Cambridge, Add. Mss. 679.2                                                                         | Cambridge                  | Royaume-Uni              |
| ℓ 306           | XIIIe siècle             | Evangelistarion †                       | Bibliothèque de l'université de Cambridge, Add. Mss. 1836                                                                          | Cambridge                  | Royaume-Uni              |
| ℓ 307           | XIIe siècle              | Evangelistarion †                       | Bibliothèque de l'université de Cambridge, Add. Mss. 1839                                                                          | Cambridge                  | Royaume-Uni              |
| ℓ 308           | XIe siècle               | Evangelistarion †                       | Bibliothèque de l'université de Cambridge, Add. Mss. 1840                                                                          | Cambridge                  | Royaume-Uni              |
| ℓ 309           | Xe siècle                | Evangelistarion †                       | Bibliothèque de l'université de Cambridge, Add. Mss. 1879.2                                                                        | Cambridge                  | Royaume-Uni              |
| ℓ 310           | XIe siècle               | Evangelistarion †                       | Bibliothèque de l'université de Cambridge, Add. Mss. 1879.12                                                                       | Cambridge                  | Royaume-Uni              |
| ℓ 311           | XIIe siècle              | Evangelistarion †                       | Bibliothèque de l'université de Cambridge, Add. Mss. 1879.13                                                                       | Cambridge                  | Royaume-Uni              |
| ℓ 312           | IXe siècle               | Evangelistarion †                       | Monastère Sainte-Catherine du Sinaï ?                                                                                              | Sinai                      | Égypte                   |
| ℓ 313           | XIVe siècle              | Evangelistarion †                       | Université du Michigan, Ms. 33 | Ann Arbor                  | États-Unis               |
| ℓ 314           | XIIe siècle              | Evangelistarion †                       | Université Brown, Koopmann Collect. B X 360                                                                                        | Providence                 | États-Unis               |
| ℓ 315           | 1185                     | Evangelistarion                         | auparavant au Burdett-Coutts, III. 42                                                                                              | Londres ?                  | Royaume-Uni ?            |
| ℓ 316           | VIIIe siècle             | Evangelistarion                         | British Library, Add. 14637 | Londres                    | Royaume-Uni              |
| ℓ 317           | IXe siècle               | Evangelistarion †                       | British Library, Add. 14638 | Londres                    | Royaume-Uni              |
| ℓ 318           | XIIe siècle              | Evangelistarion †                       | British Library, Add. 19737 | Londres                    | Royaume-Uni              |
| ℓ 319           | XIIe siècle              | Evangelistarion                         | British Library, Add. 21260 | Londres                    | Royaume-Uni              |
| ℓ 320           | XIIe siècle              | Evangelistarion †                       | British Library, Add. 21261 | Londres                    | Royaume-Uni              |
| ℓ 321           | XIIe siècle              | Evangelistarion                         | British Library, Add. 22735 | Londres                    | Royaume-Uni              |
| ℓ 322           | XIe siècle               | Evangelistarion                         | British Library, Add. 22742 | Londres                    | Royaume-Uni              |
| ℓ 323           | XIIIe siècle             | Evangelistarion                         | British Library, Add. 22743 | Londres                    | Royaume-Uni              |
| ℓ 324           | XIIIe siècle             | Evangelistarion †                       | British Library, Add. 22744 | Londres                    | Royaume-Uni              |
| ℓ 325           | XIIIe siècle             | Evangelistarion †                       | British Library, Add. 22374 | Londres                    | Royaume-Uni              |
| ℓ 326           | XIIIe siècle             | Evangelistarion †                       | British Library, Add. 22377 | Londres                    | Royaume-Uni              |
| ℓ 327           | XIVe siècle              | Evangelistarion †                       | British Library, Add. 24379 | Londres                    | Royaume-Uni              |
| ℓ 328           | XIVe siècle              | Evangelistarion †                       | British Library, Add. 24380 | Londres                    | Royaume-Uni              |
| ℓ 329           | XIe siècle               | Evangelistarion †                       | British Library, Add. 27860 | Londres                    | Royaume-Uni              |
| ℓ 330           | 1185                     | Evangelistarion                         | British Library, Add MS 28817 | Londres                    | Royaume-Uni              |
| ℓ 331           | XIIIe siècle             | Evangelistarion †                       | British Library, Add. 28818 | Londres                    | Royaume-Uni              |
| ℓ 332           | XIVe siècle              | Evangelistarion †                       | British Library, Add. 29713 | Londres                    | Royaume-Uni              |
| ℓ 333           | XIIIe siècle             | Evangelistarion †                       | British Library, Add. 31208 | Londres                    | Royaume-Uni              |
| ℓ 334           | XIe siècle               | Evangelistarion †                       | British Library, Add. 31919 | Londres                    | Royaume-Uni              |
| ℓ 335           | XIe siècle               | Evangelistarion †                       | British Library, Add. 31920 | Londres                    | Royaume-Uni              |
| ℓ 336           | XIVe siècle              | Evangelistarion †                       | British Library, Add. 31921 | Londres                    | Royaume-Uni              |
| ℓ 337           | XIIe siècle              | Evangelistarion †                       | British Library, Add. 31949 | Londres                    | Royaume-Uni              |
| ℓ 338           | Xe siècle                | Evangelistarion (Onciale)               | British Library, Burney 408 | Londres                    | Royaume-Uni              |
| ℓ 339           | XIIIe siècle             | Evangelistarion                         | British Library, Egerton 2163 | Londres                    | Royaume-Uni              |
| ℓ 340           | XIIIe siècle             | Evangelistarion                         | British Library, Harley 5561 | Londres                    | Royaume-Uni              |
| ℓ 341           | XIe siècle               | Evangelistarion                         | Bibliothèque Bodléienne, Auct. T. inf. 2. 7                                                                                        | Oxford                     | Royaume-Uni              |
| ℓ 342           | XIIe siècle              | Evangelistarion                         | Bibliothèque Bodléienne, Auct. T. inf. 2. 8                                                                                        | Oxrord                     | Royaume-Uni              |
| ℓ 343           | XIIIe siècle             | Evangelistarion †                       | Keble College, 7 | Oxford                     | Royaume-Uni              |
| ℓ 344           | XIIe siècle              | Evangelistarion †                       | British Library, Add. 39604 | Londres                    | Royaume-Uni              |
| ℓ 345           | XIIIe siècle             | Evangelistarion †                       | Abbey 4280 | Salisbury                  | Royaume-Uni              |
| ℓ 346           | XIVe siècle              | Evangelistarion †                       | British Library, Egerton 2786 | Londres                    | Royaume-Uni              |
| ℓ 347           | XIVe siècle              | Evangelistarion †                       | Bibliothèque nationale autrichienne, Theol. gr. 160                                                                                | Londres                    | Autriche                 |
| ℓ 348           | XIVe siècle              | Evangelistarion                         | Bibliothèque nationale russe, Gr. 226                                                                                              | Saint-Pétersbourg          | Russie                   |
| ℓ 349           | VIIe siècle              | Onciale 0237                            | British Library, Or. 4717 (16) | Londres                    | Royaume-Uni              |
| ℓ 350           | XVe siècle               | Evangelistarion †                       | Bibliothèque Interuniversitaire, H. 405                                                                                            | Montpellier                | France                   |
| ℓ 351           | XIIe siècle              | Evangelistarion                         | Société de l'histoire du protestantisme français, Ms. 206                                                                          | Paris                      | France                   |
| ℓ 352           | VIIIe siècle             | Evangelistarion                         | Bibliothèque nationale de France, Suppl. Gr. 1155, IV, fol. 5.6                                                                    | Paris                      | France                   |
| ℓ 353           | IXe siècle               | Evangelistarion                         | Bibliothèque nationale de France, Suppl. Gr. 1155, V, fol. 7-10                                                                    | Paris                      | France                   |
| ℓ 354           | VIIIe siècle             | Evangelistarion                         | Bibliothèque nationale de France, Suppl. Gr. 1155, VI, fol. 11.18                                                                  | Paris                      | France                   |
| ℓ 355           | VIIe siècle              | Onciale 0303                            | Bibliothèque nationale de France, Suppl. Gr. 1155, VII, fol. 19                                                                    | Paris                      | France                   |
| ℓ 356           | Xe siècle                | Evangelistarion                         | Bibliothèque nationale de France, Suppl. Gr. 1155, VIII, fol. 20.21                                                                | Paris                      | France                   |
| ℓ 357           | Xe siècle                | Evangelistarion                         | Bibliothèque nationale de France, Suppl. Gr. 1155, IX, fol. 22.23                                                                  | Paris                      | France                   |
| ℓ 358           | Xe siècle                | Evangelistarion †                       | Bibliothèque nationale de France, Suppl. Gr. 1155, X, fol. 24-29 Monastère de Vatopedi, 1219, fol. 59.60                           | Paris Athos                | France Grèce             |
| ℓ 359           | Xe siècle                | Evangelistarion †                       | Bibliothèque nationale de France, Suppl. Gr. 1155, XI, fol. 30.31                                                                  | Paris                      | France                   |
| ℓ 360           |                          |                                         | |                            |                          |
| ℓ 361           |                          |                                         | |                            |                          |
| ℓ 362           |                          |                                         | |                            |                          |
| ℓ 368           | IXe siècle               | See 0306                                | Bibliothèque Bodléienne, Selden Supra 9, fol. 114-120                                                                              | Oxford                     | Royaume-Uni              |
| ℓ 369           |                          |                                         | |                            |                          |
| ℓ 449           | ca. 1300                 | Evangelistarion                         | Université Duke, Gk Ms 64 | Durham                     | États-Unis               |
| ℓ 450           |                          |                                         | |                            |                          |
| ℓ 451           | 1052                     | Evangelistarion                         | Université Duke, Gk Ms 85 | Durham                     | États-Unis               |
| ℓ 452           |                          |                                         | |                            |                          |

### Lectionnaires 501–
| #      | Date                     | Contents                   | Institution                                                               | City, State       | Country              |
| ------ | ------------------------ | -------------------------- | ------------------------------------------------------------------------- | ----------------- | -------------------- |
| ℓ 501  |                          |                            |                                                                           |                   |                      |
| ℓ 502  |                          |                            |                                                                           |                   |                      |
| ℓ 542  | Xe siècle                | Evangelistarion (Onciale)  | Bibliothèque apostolique vaticane, Gr. 355                                | Vatican           | Vatican              |
| ℓ 543  |                          |                            |                                                                           |                   |                      |
| ℓ 559  | VIIe siècle/VIIIe siècle | Evangelistarion            | Bibliothèque apostolique vaticane, Gr. 2061                               | Vatican           |                      |
| ℓ 560  |                          |                            |                                                                           |                   |                      |
| ℓ 561  |                          |                            |                                                                           |                   |                      |
| ℓ 562  | 991                      | Evangelistarion            | Bibliothèque apostolique vaticane, Gr. 2138                               | Vatican           | Vatican              |
| ℓ 563  |                          | = ℓ 33                     |                                                                           |                   |                      |
| ℓ 564  |                          |                            |                                                                           |                   |                      |
| ℓ 648  | XVIe siècle (paper)      | Evangelistarion            | Université Duke, Gk MS 28                                                 | Durham            | États-Unis           |
| ℓ 649  |                          |                            |                                                                           |                   |                      |
| ℓ 809  | XIIe siècle              | Apostolos                  | Monastère Sainte-Catherine du Sinaï, Gr. 286                              | Sinaï             | Égypte               |
| ℓ 844  | 861/862                  | Onciale                    |                                                                           |                   |                      |
| ℓ 965  | VIIIe siècle             | Evangelistarion (Onciale)  | Bibliothèque nationale de France, Copt. 129,10, fol. 198                  | Paris             | France               |
| ℓ 1033 | 1152                     | Evangelistarion            | Anastaseos 9                                                              | Jérusalem         | Israël               |
| ℓ 1358 | IXe siècle               | Evangelistarion (Onciale)  | Bibliothèque nationale de France, Gr. 290, fol. 1-3                       | Paris             | France               |
| ℓ 1386 | Xe siècle                | Evangelistarium (Onciale)  | Musée historique d'État, 185, S. 313, fol. 238.239                        | Moscou            | Russie               |
| ℓ 1491 | 1008                     | Evangelistarion            | British Library, Add. MS 36751                                            | Londres           | Royaume-Uni          |
| ℓ 1551 |                          |                            |                                                                           |                   |                      |
| ℓ 1552 | Xe siècle                | Evangelistarion            | Bibliothèque nationale russe, Geistl. Akad. B 1/5                         | Saint-Pétersbourg | Russie               |
| ℓ 1553 |                          |                            |                                                                           |                   |                      |
| ℓ 1561 |                          | Manuscrit en onciales      |                                                                           |                   |                      |
| ℓ1575  | IXe siècle               | Evangelistarion (Onciale)  | Österreichische Nationalbibliothek, Pap. K. 16.17                         | Vienne            | Autriche             |
| ℓ 1598 | Xe siècle                | Evangelistarion            | University of Chicago Library, Ms. 702                                    | Chicago           | États-Unis           |
| ℓ 1599 | Xe siècle/XIe siècle     | Evangelistarion            | University of Chicago Library, Ms. 128                                    | Chicago           | États-Unis           |
| ℓ 1602 | VIIIe siècle             | Evangelistarion (Onciale)  | Université du Michigan, PMich. Inv., Nr. 4942, 1 fol.                     | Ann Arbor         | États-Unis           |
| ℓ 1604 | IVe siècle               | Evangelistarion            |                                                                           |                   |                      |
| ℓ 1614 | VIIe siècle/VIIIe siècle | Evangelistarion            | Université du Michigan, MS. 124                                           | Ann Arbor         | États-Unis           |
| ℓ 1619 | XVIIe siècle             | Evangelistarion            | Université Duke, Gk MS 2                                                  | Durham            | États-Unis           |
| ℓ 1623 | XIIe siècle/XIIIe siècle | Evangelistarion            | Université Duke, Gk MS 82                                                 | Durham            | États-Unis           |
| ℓ 1637 | IXe siècle               | Evangelistarion            | Université du Michigan, MS. 37                                            | Ann Arbor         | États-Unis           |
| ℓ 1681 | XVe siècle               | Evangelistarion            | Université de Münster, Bible Museum Ms. 12                                | Münster           | Allemagne            |
| ℓ 1682 | XVIe siècle              | Evangelistarion            | Université de Münster, Bible Museum Ms. 14                                | Münster           | Allemagne            |
| ℓ 1683 | XIIIe siècle             | Evangelistarion            | Université de Münster, Bible Museum Ms. 15                                | Münster           | Allemagne            |
| ℓ 1684 | 1247                     | Evangelistarion            | Université de Münster, Bible Museum Ms. 1                                 | Münster           | Allemagne            |
| ℓ 1685 | XVe siècle               | Apostolon, Evangelistarion | Université de Münster, Bible Museum Ms. 16                                | Münster           | Allemagne            |
| ℓ 1686 | XVIe siècle              | Apostolos                  | Université de Münster, Bible Museum Ms. 13                                | Münster           | Allemagne            |
| ℓ 1691 |                          | Evangelistarion            |                                                                           |                   |                      |
| ℓ 1813 | XIe siècle/XIIe siècle   | Evangelistarion            | Université Duke, Gk MS 25                                                 | Durham            | États-Unis           |
| ℓ 1839 | XIe siècle               | Evangelistarion            | Université Duke, Gk MS 65                                                 | Durham            | États-Unis           |
| ℓ 1965 | XIIe siècle              | Evangelistarion            | Université Duke, Gk MS 10                                                 | Durham            | États-Unis           |
| ℓ 1966 | XIe siècle/XIIe siècle   | Evangelistarion            | Université Duke, Gk MS 12                                                 | Durham            | États-Unis           |
| ℓ 1967 | XIe siècle               | Evangelistarion            | Université Duke, Gk MS 24                                                 | Durham            | États-Unis           |
| ℓ 2005 | Xe siècle                | Evangelistarion (Onciale)  | Byzantine Museum (Frg. 42), Bible Museum Ms. 20                           | Athènes, Münster  | Grèce, Allemagne     |
| ℓ 2137 | XIIe siècle              | Evangelistarion            | Université de Münster, Bible Museum Ms. 17                                | Münster           | Allemagne            |
| ℓ 2138 | 1627                     | Evangelistarion            | Université Duke, Gk MS 39                                                 | Durham            | États-Unis           |
| ℓ 2139 |                          |                            |                                                                           |                   |                      |
| ℓ 2140 | XIIe siècle              | Evangelistarion            | Inst. for Hist. of Church, 31 (807)                                       | Sofia             | Bulgarie             |
| ℓ 2141 | Xe siècle                |                            |                                                                           | Budapest          | Hongrie              |
| ℓ 2142 | XIIe siècle              |                            |                                                                           | Budapest          | Hongrie              |
| ℓ 2143 | XIIe siècle              |                            |                                                                           | Londres           | Royaume-Uni          |
| ℓ 2144 | XIIe siècle              | Evangelistarion            | Université Duke, Gk MS 27                                                 | Durham            | États-Unis           |
| ℓ 2145 | XIIIe siècle             | Evangelistarion            | Université Duke, Gk MS 43                                                 | Durham            | États-Unis           |
| ℓ 2164 | XIe siècle               |                            | Archeolog. Mus., Frg 1                                                    | Véria             | Grèce                |
| ℓ 2208 | XIe siècle/XIIe siècle   | Evangelistarion            | Université de Münster, Bible Museum Ms. 18                                | Münster           | Allemagne            |
| ℓ 2210 | VIe siècle/VIIe siècle   | Apostolos (Onciale)        | Bibliothèque Laurentienne, PL III 550                                     | Florence          | Italie               |
| ℓ 2211 | 995/996                  | Evangelistarion (Onciale)  | Monastère Sainte-Catherine du Sinaï, Arab 116                             | Sinaï             | Égypte               |
| ℓ2260  | XIVe siècle              | Apostolos                  | Monastère de Grégoire, 158 (X 36)                                         | Athos             | Grèce                |
| ℓ 2261 | XIe siècle               | Evangelistarion            | Monastère de Grégoire, 182 A                                              | Athos             | Grèce                |
| ℓ 2262 | XIVe siècle              | Evangelistarion            | Monastère de Grégoire, 182 B                                              | Athos             | Grèce                |
| ℓ 2263 | XIe siècle               | Evangelistarion            | Monastère de Grégoire, 182 C                                              | Athos             | Grèce                |
| ℓ 2264 | XIVe siècle              | Evangelistarion            | Monastère de Grégoire, 182 D                                              | Athos             | Grèce                |
| ℓ 2265 | XIIe siècle              | Evangelistarion †          | Monastère d'Iveron, 28 (X 15)                                             | Athos             | Grèce                |
| ℓ 2266 | XIIIe siècle             | Evangelistarion            | Monastère d'Iveron, 30 (X 1)                                              | Athos             | Grèce                |
| ℓ 2267 | XIIe siècle              | Evangelistarion            | Monastère d'Iveron, 46 (X 4)                                              | Athos             | Grèce                |
| ℓ 2276 | XIIIe siècle/XIVe siècle | Evangelistarion            | Université de Münster, Bible Museum Ms. 21                                | Münster           | Allemagne            |
| ℓ 2307 | XIIIe siècle             | Evangelistarion            | Bibliothèque Ambrosienne, S. 62                                           | Milan             | Italie               |
| ℓ 2321 | VIIIe siècle/IXe siècle  | Evangelistarion            | Bibliothèque apostolique vaticane, Gr. 2061                               | Vatican           |                      |
| ℓ 2352 | XIIIe siècle             | Evangelistarion            | Bibliothèque Ambrosienne, D. 108 sup., fol. 1. 2. 204 (fol. 3-203: ℓ 287) | Milan             | Italie               |
| ℓ 2404 | XIe siècle/XIIe siècle   | Evangelistarion            | Martin Schøyen Collection, Ms 1982                                        | Oslo, Londres     | Norvège, Royaume-Uni |
| ℓ 2405 | XIIe siècle/XIIIe siècle | Lectionnaire               | Martin Schøyen Collection, Ms 1979/4                                      | Oslo, Londres     | Norvège, Royaume-Uni |
| ℓ 2406 | XIIIe siècle/XIVe siècle | Lectionnaire               | Martin Schøyen Collection, Ms 1979/5                                      | Oslo, Londres     | Norvège, Royaume-Uni |
| ℓ 2411 | XIIe siècle              | Evangelistarion            | Université Duke, Gk MS 89                                                 | Durham            | États-Unis           |
| ℓ 2412 | XIIe siècle/XIIIe siècle | Evangelistarion            | Université Duke, Gk MS 92                                                 | Durham            | États-Unis           |

## Galerie

### Lectionnaires enonciales

Photographies de lectionnaires en onciales
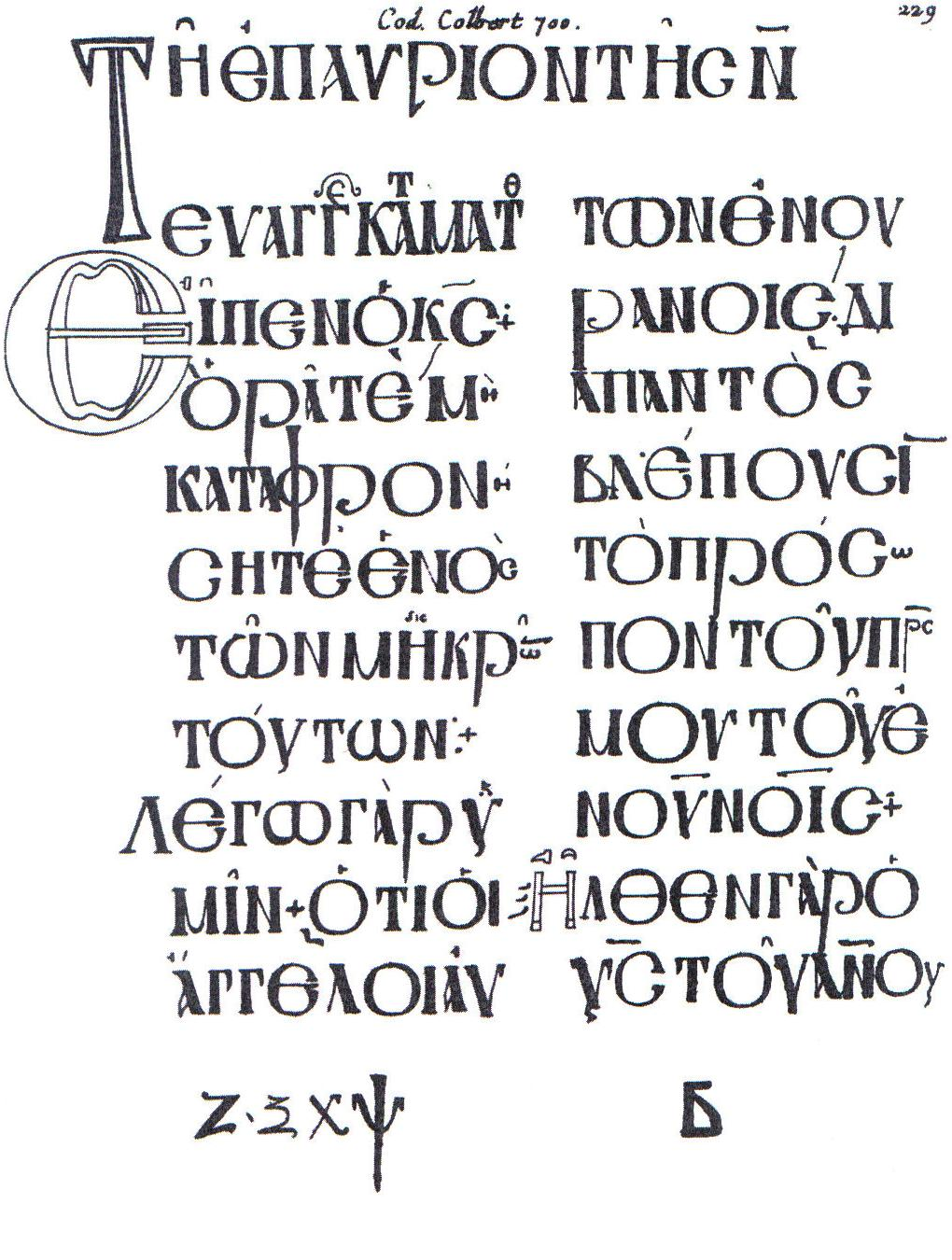
ℓ 1
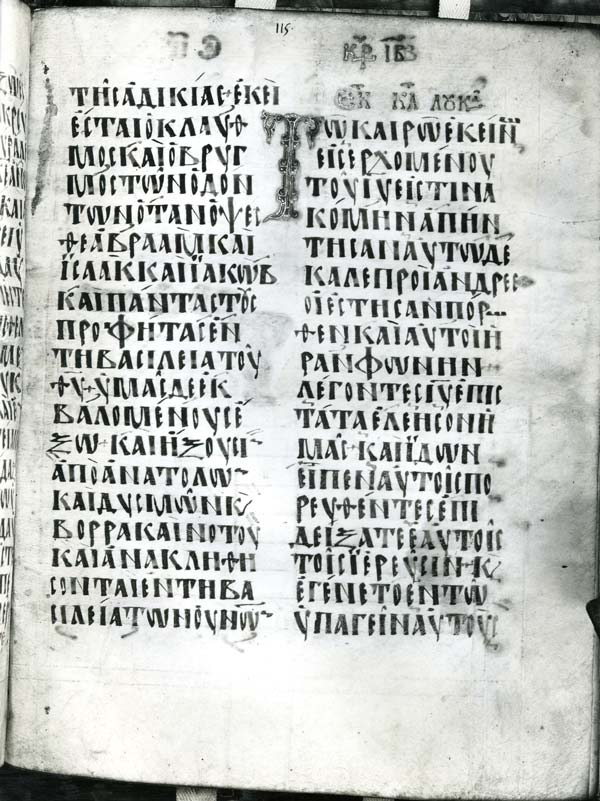
ℓ 5
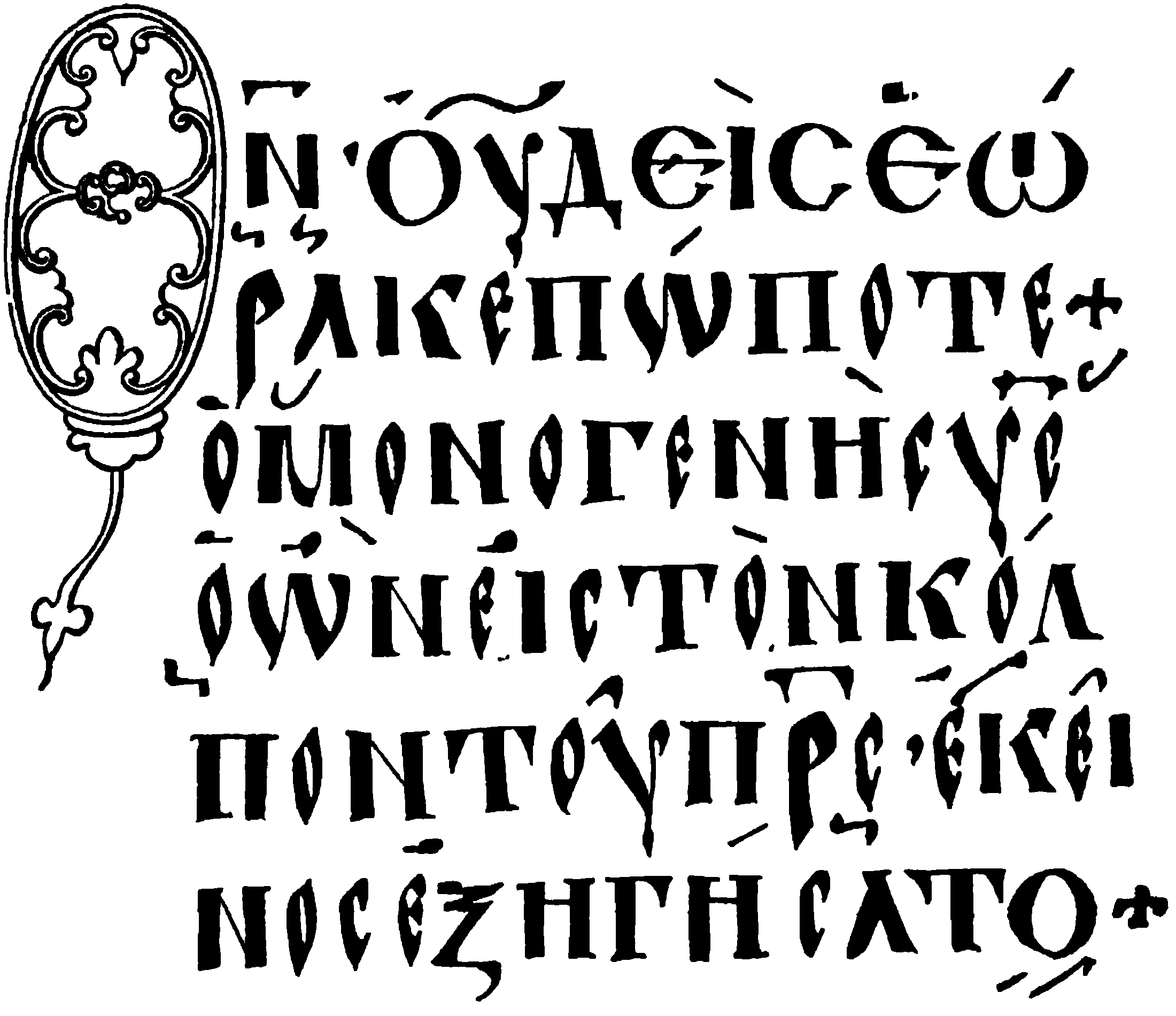
ℓ 150
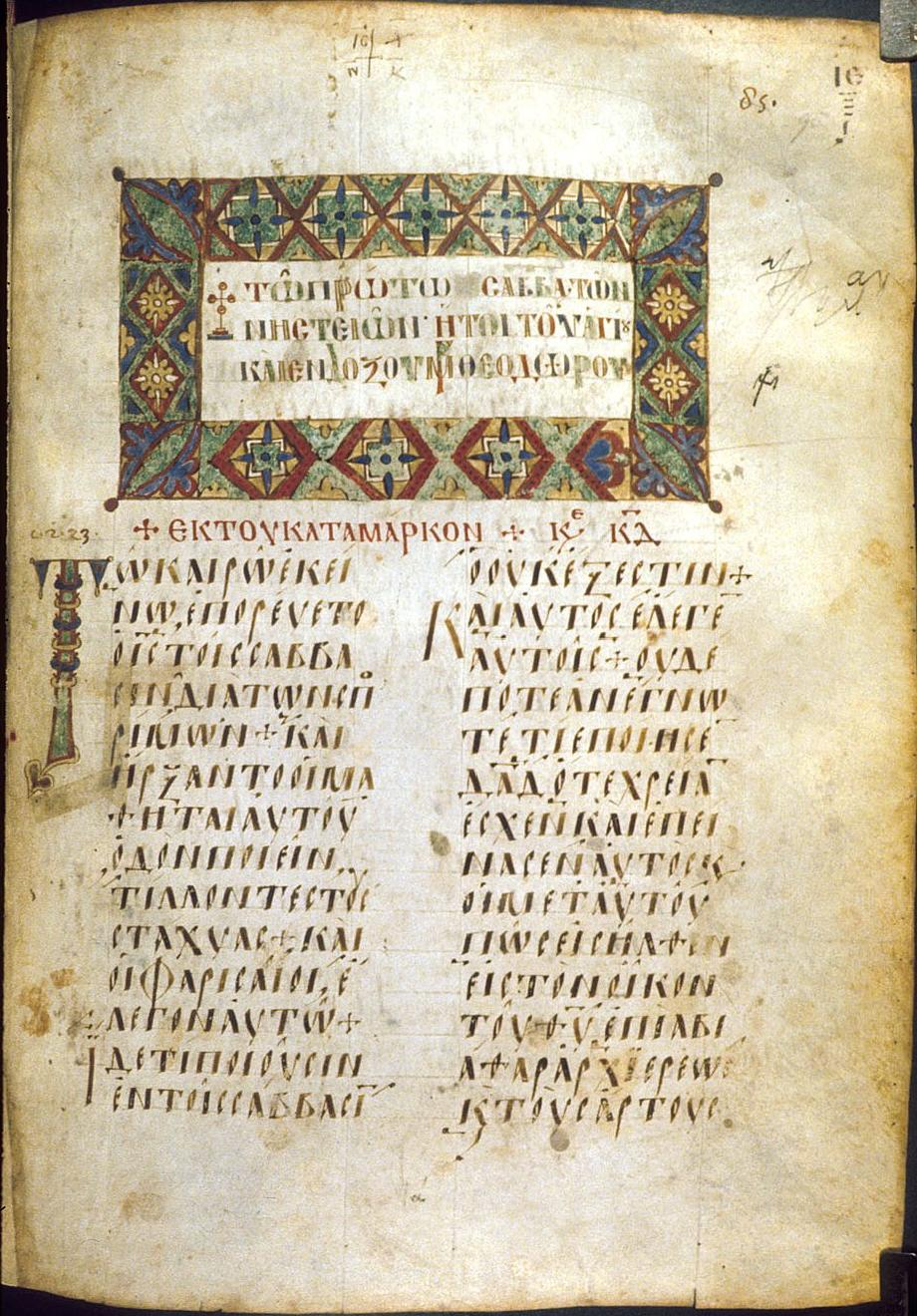
ℓ 152
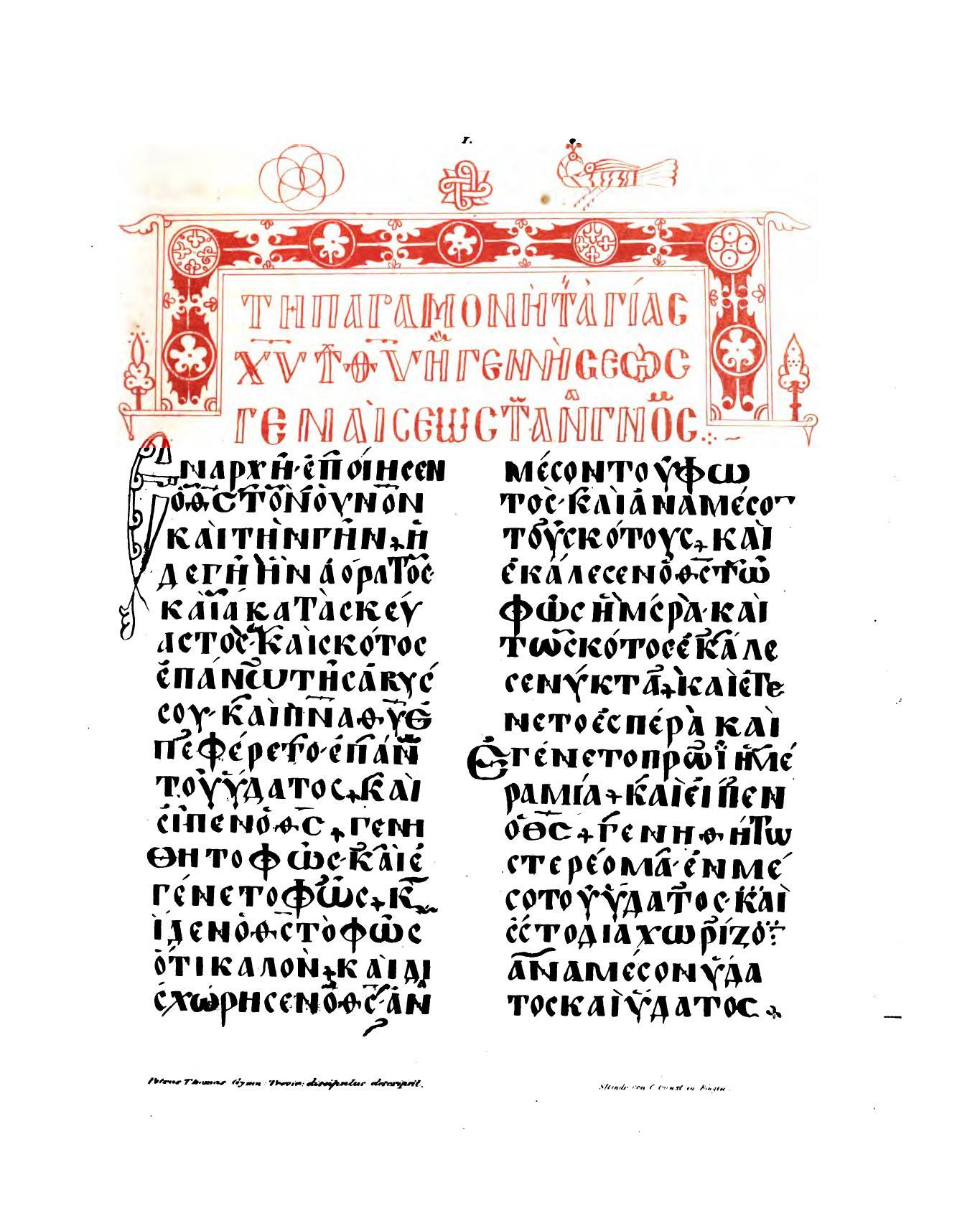
ℓ 179 Ancien Testament, Genèse
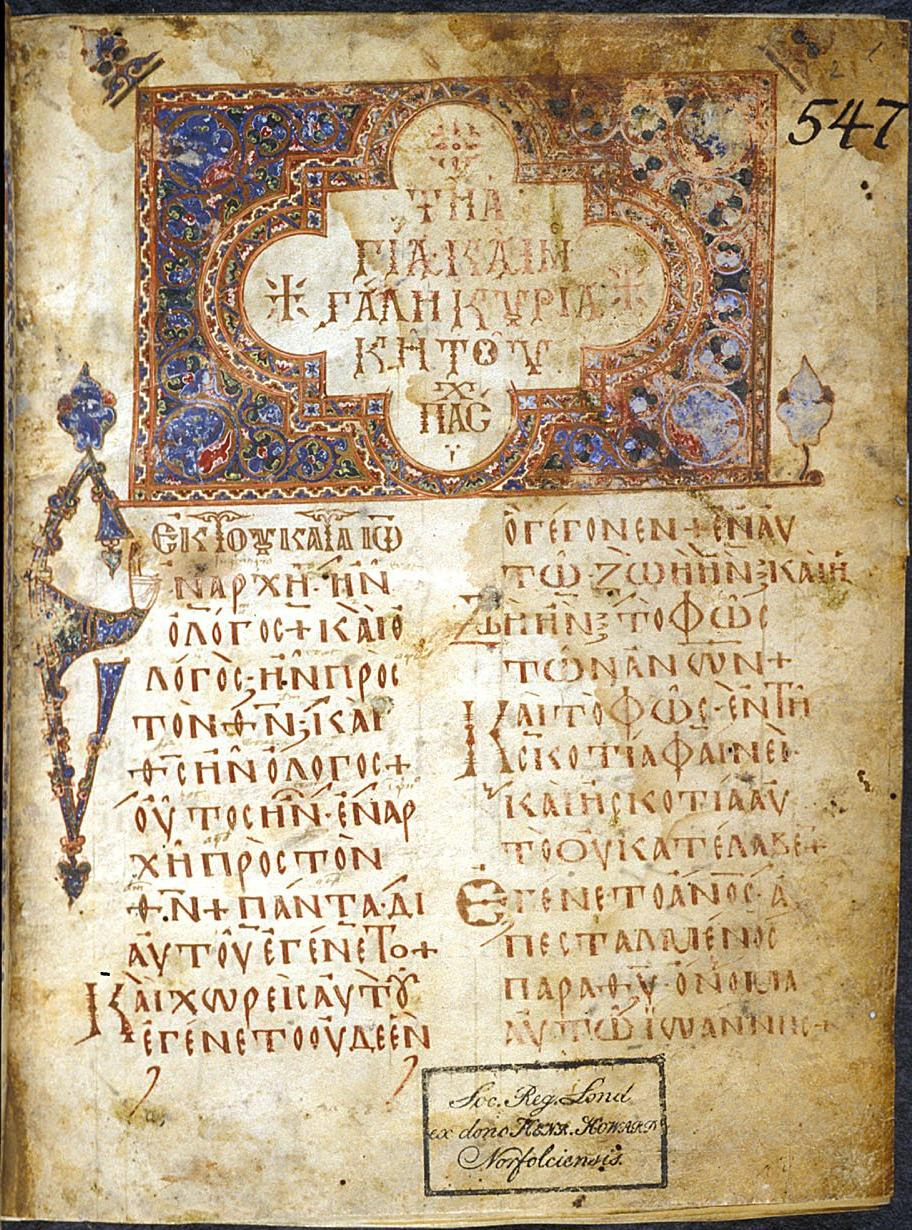
ℓ 183 folio 2
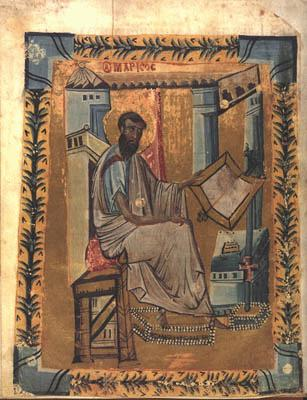
ℓ 243
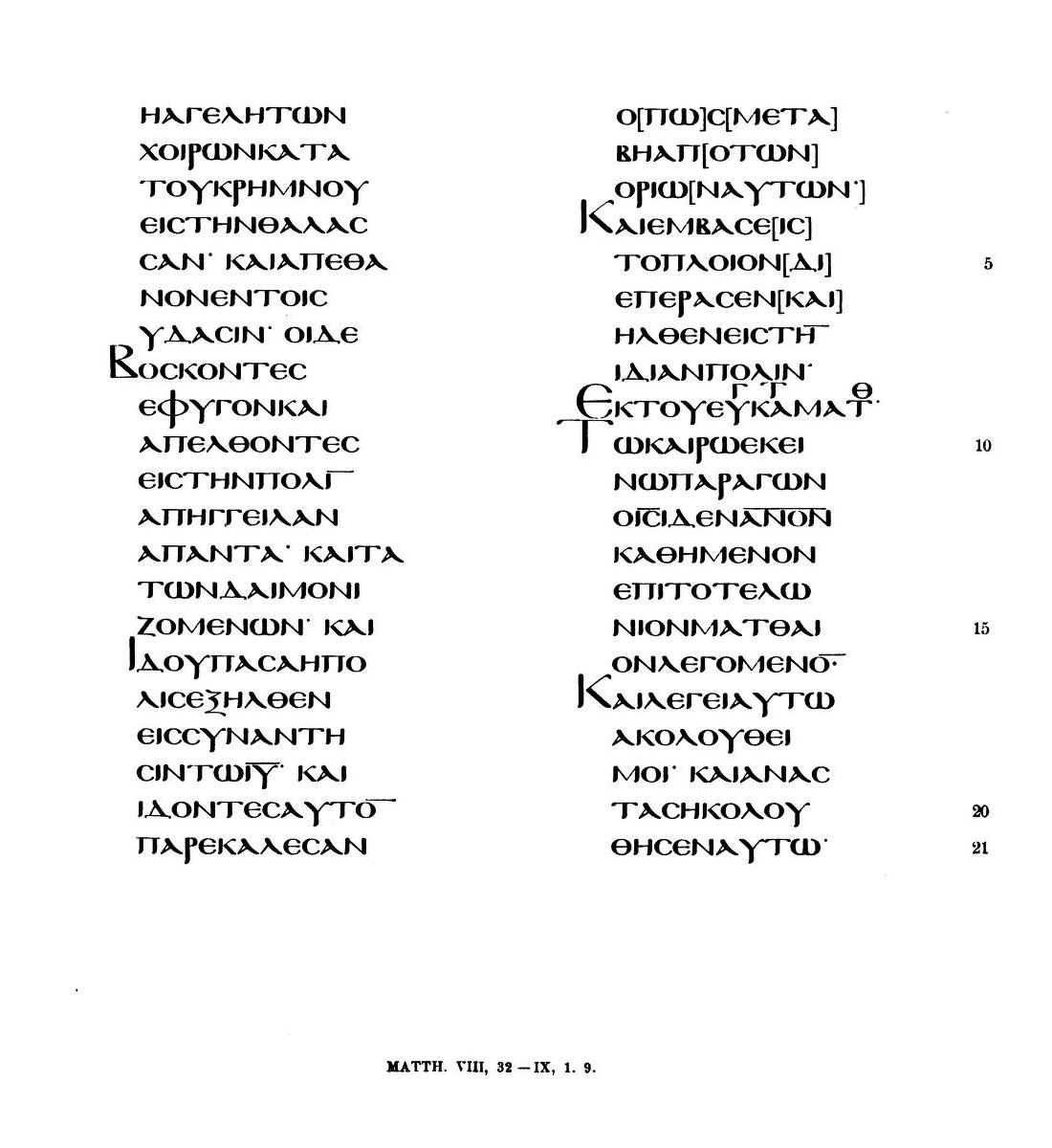
ℓ 269
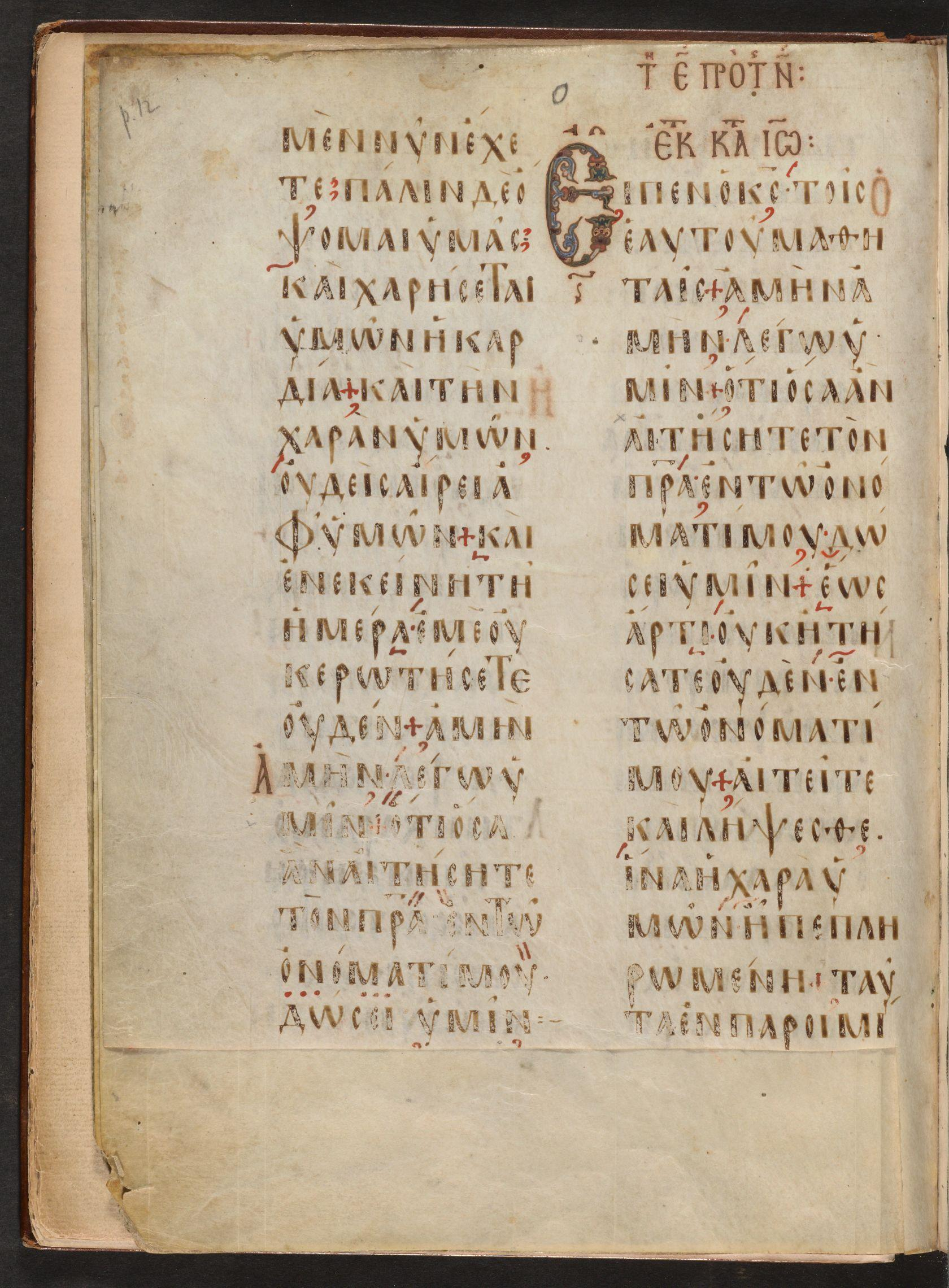
ℓ 296 folio 6 verso
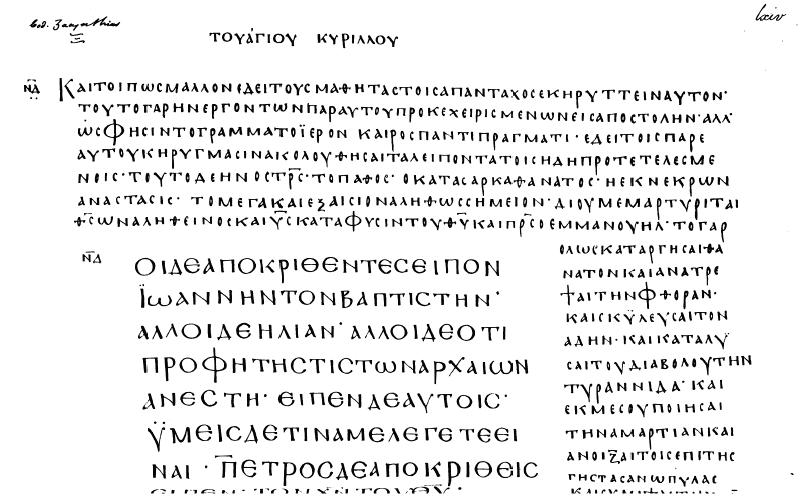
ℓ 299
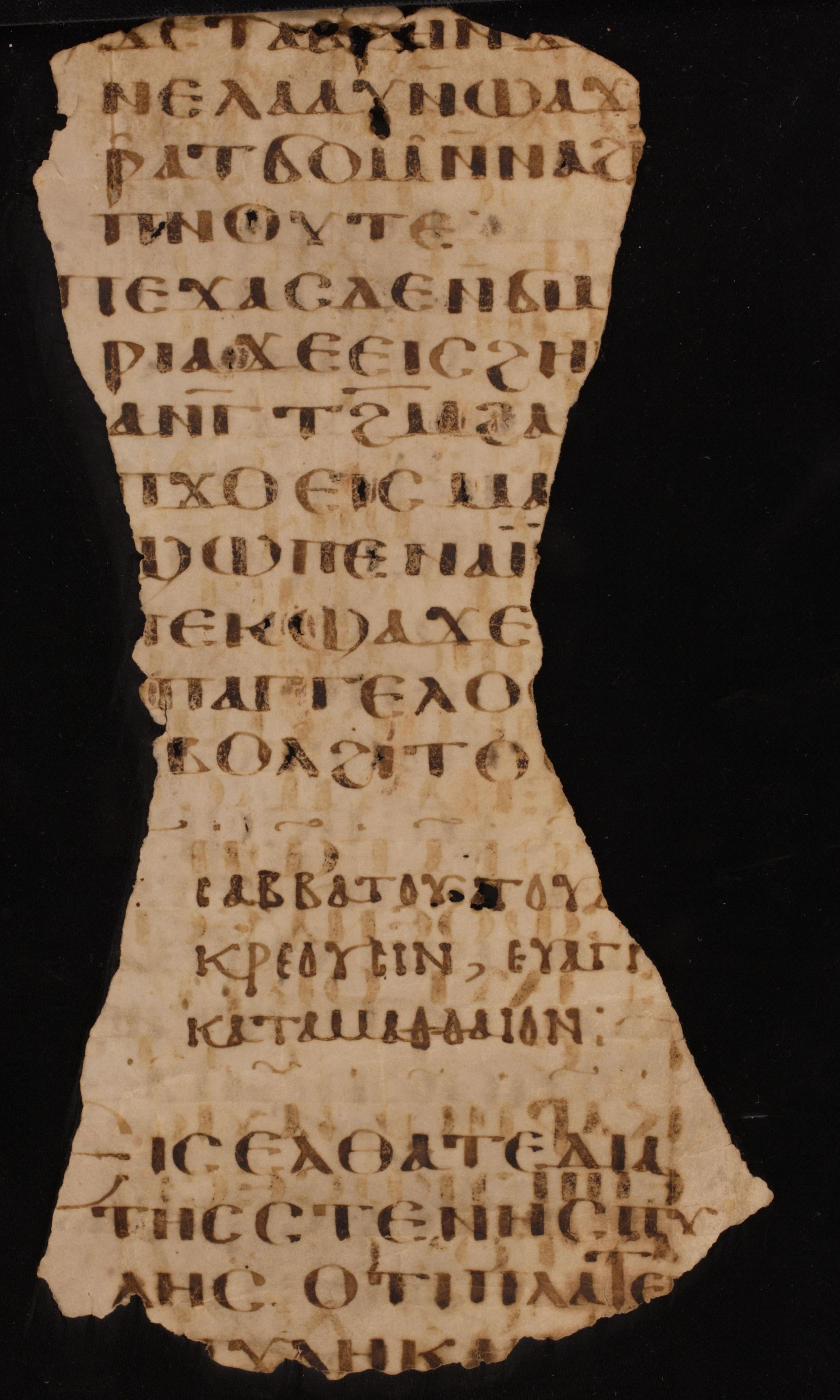
ℓ 1602

### Lectionnaires en minuscules

Photographies des Lectionnaires en minuscules
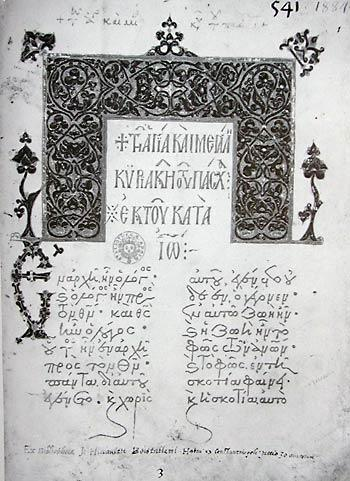
ℓ 86
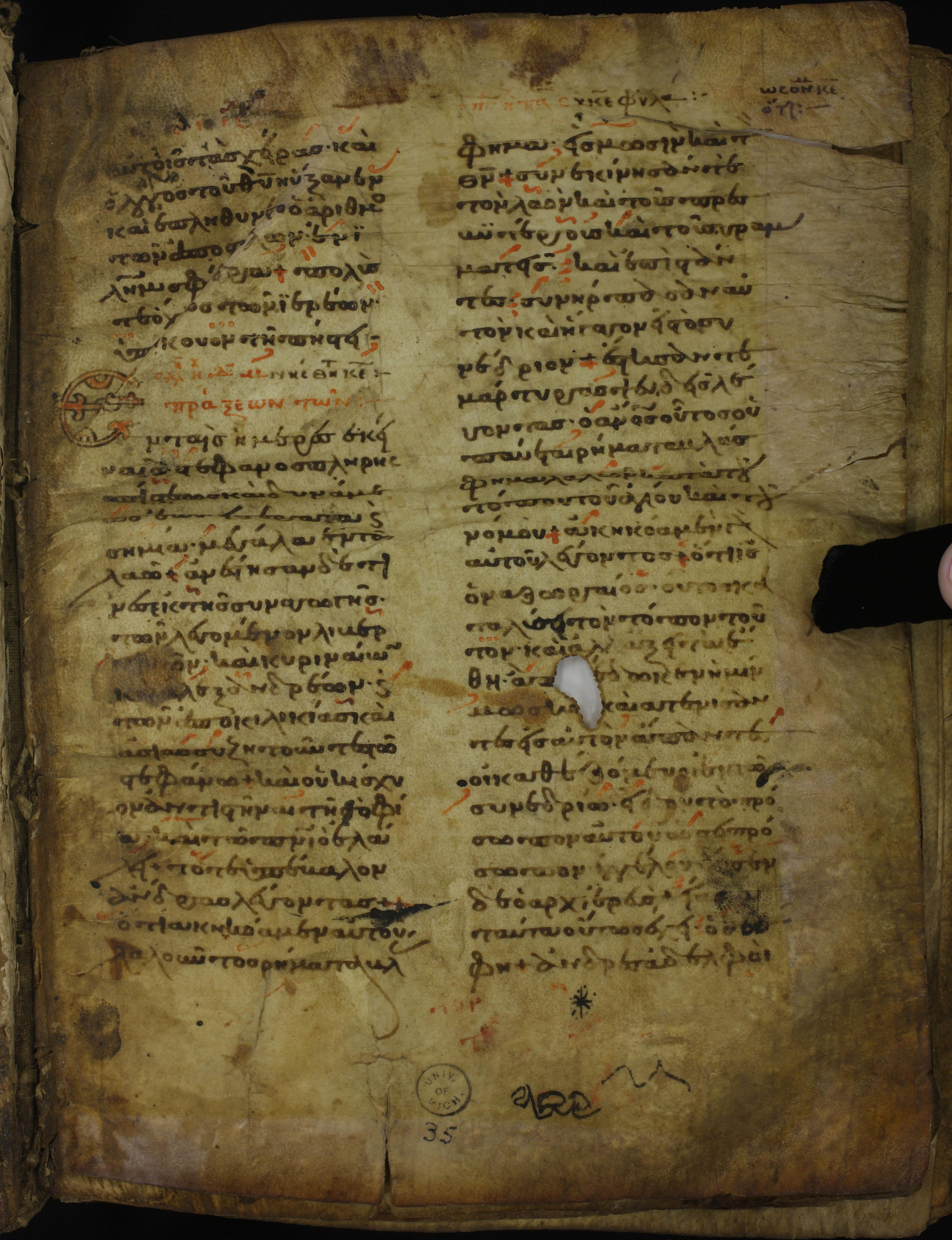
ℓ 170
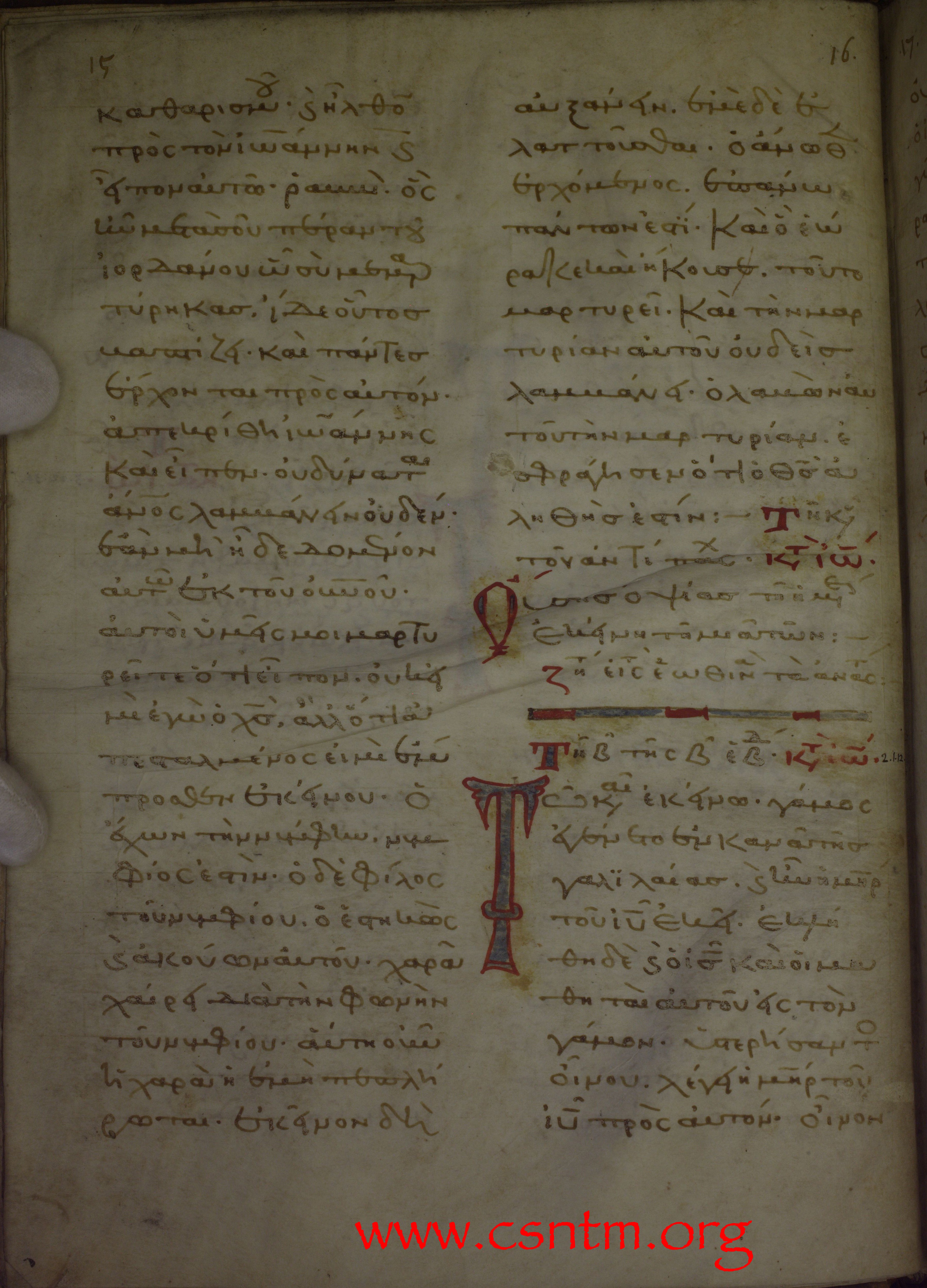
ℓ 185
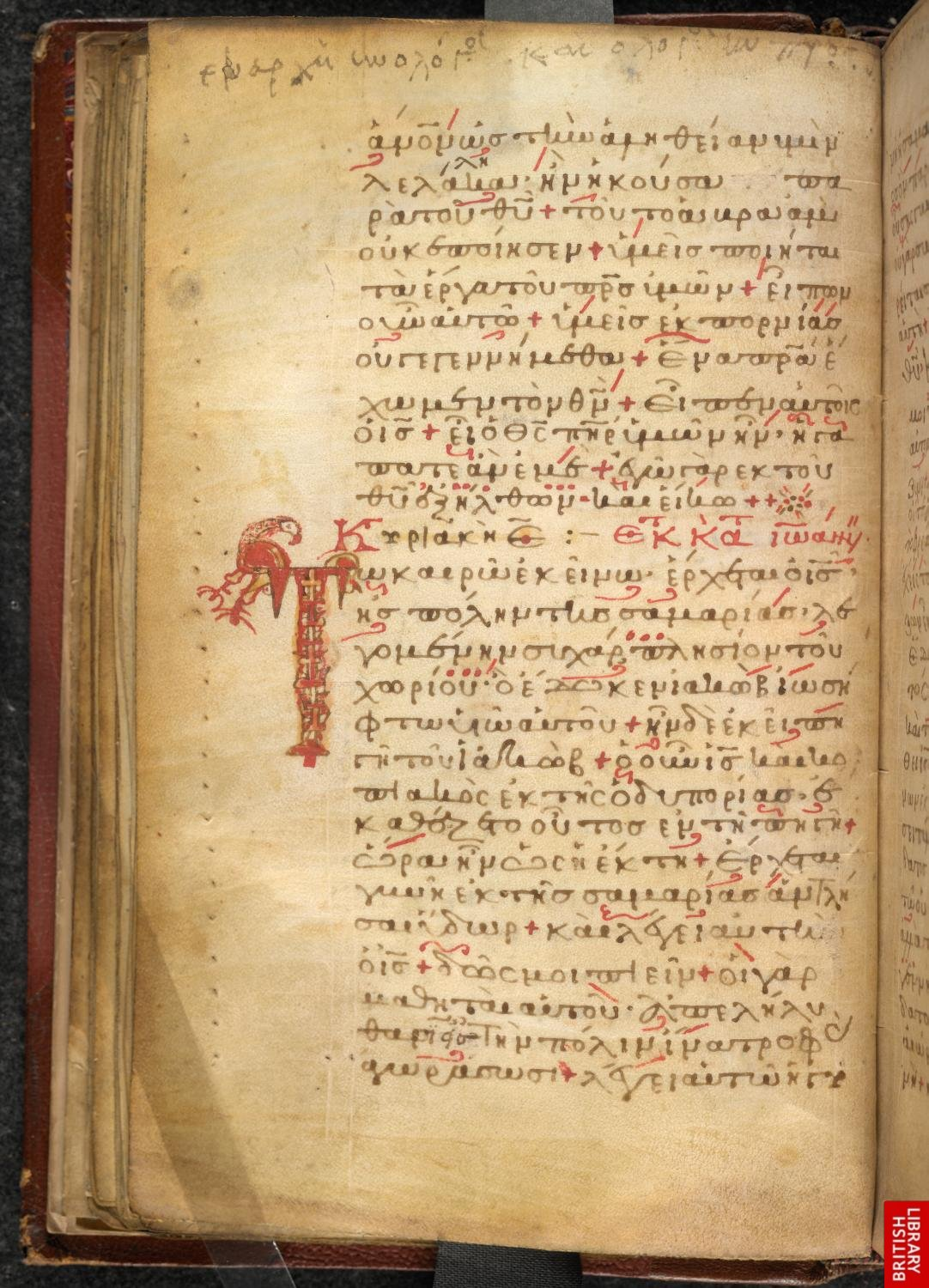
ℓ 187
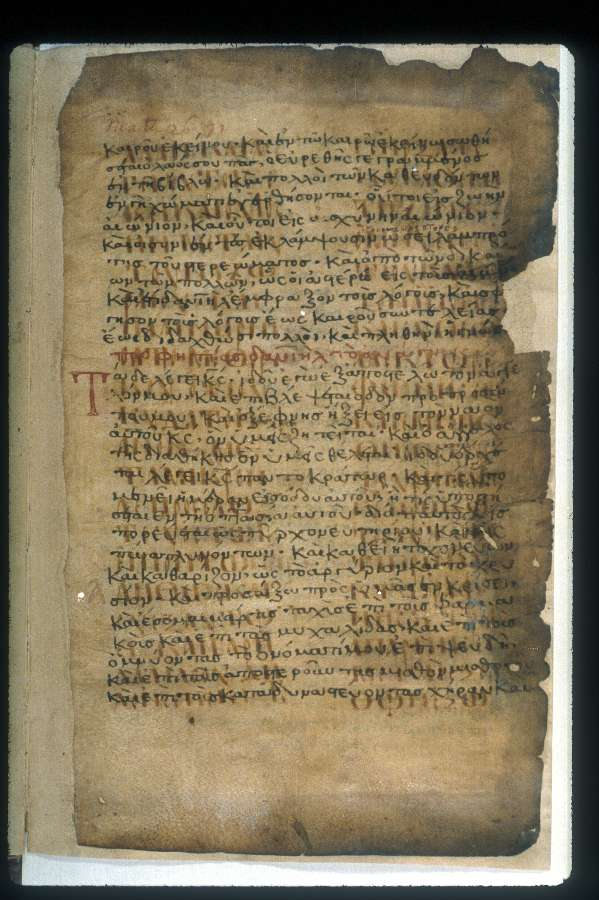
ℓ 205 Palimpseste
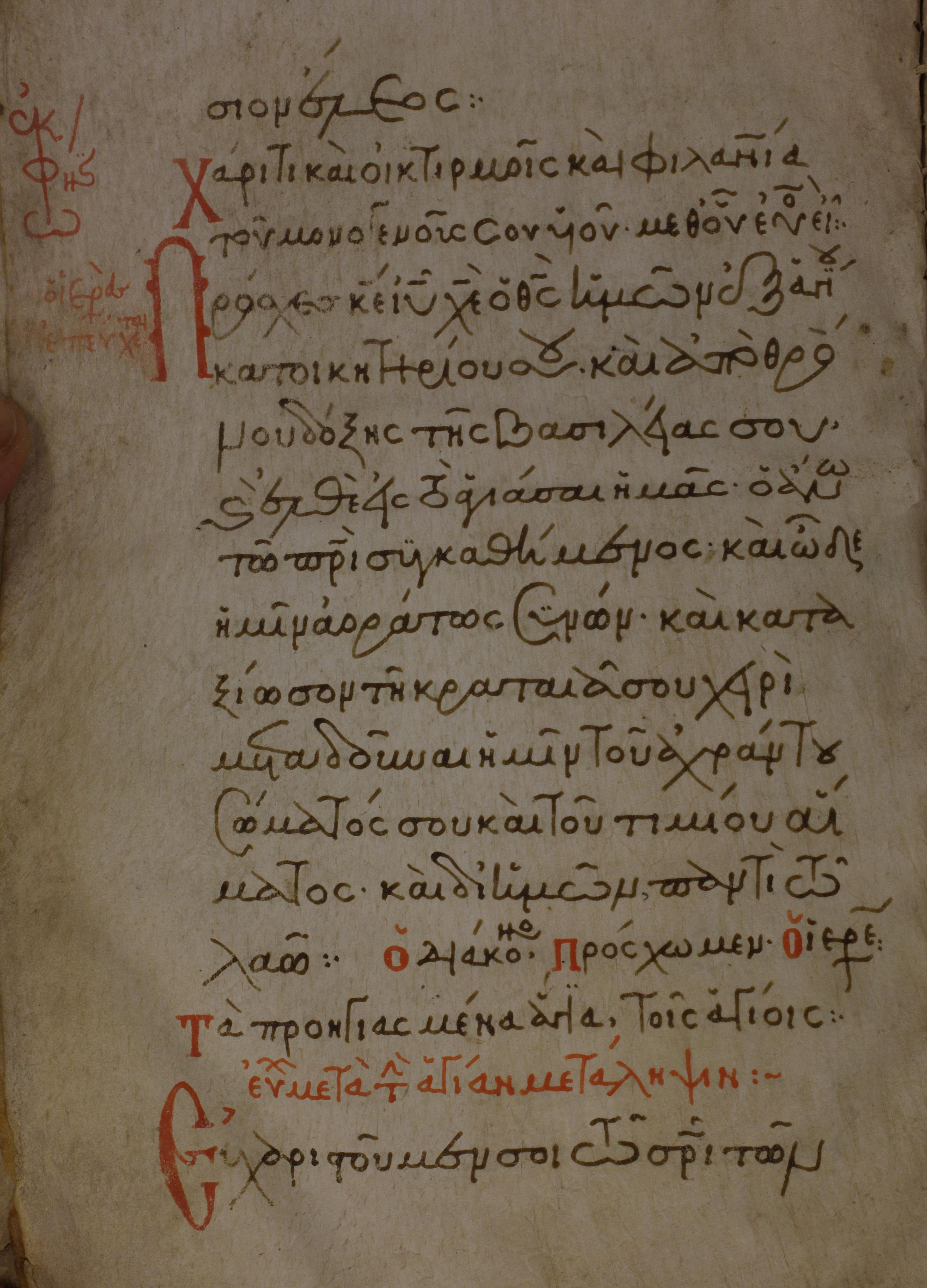
ℓ 216 folio 54
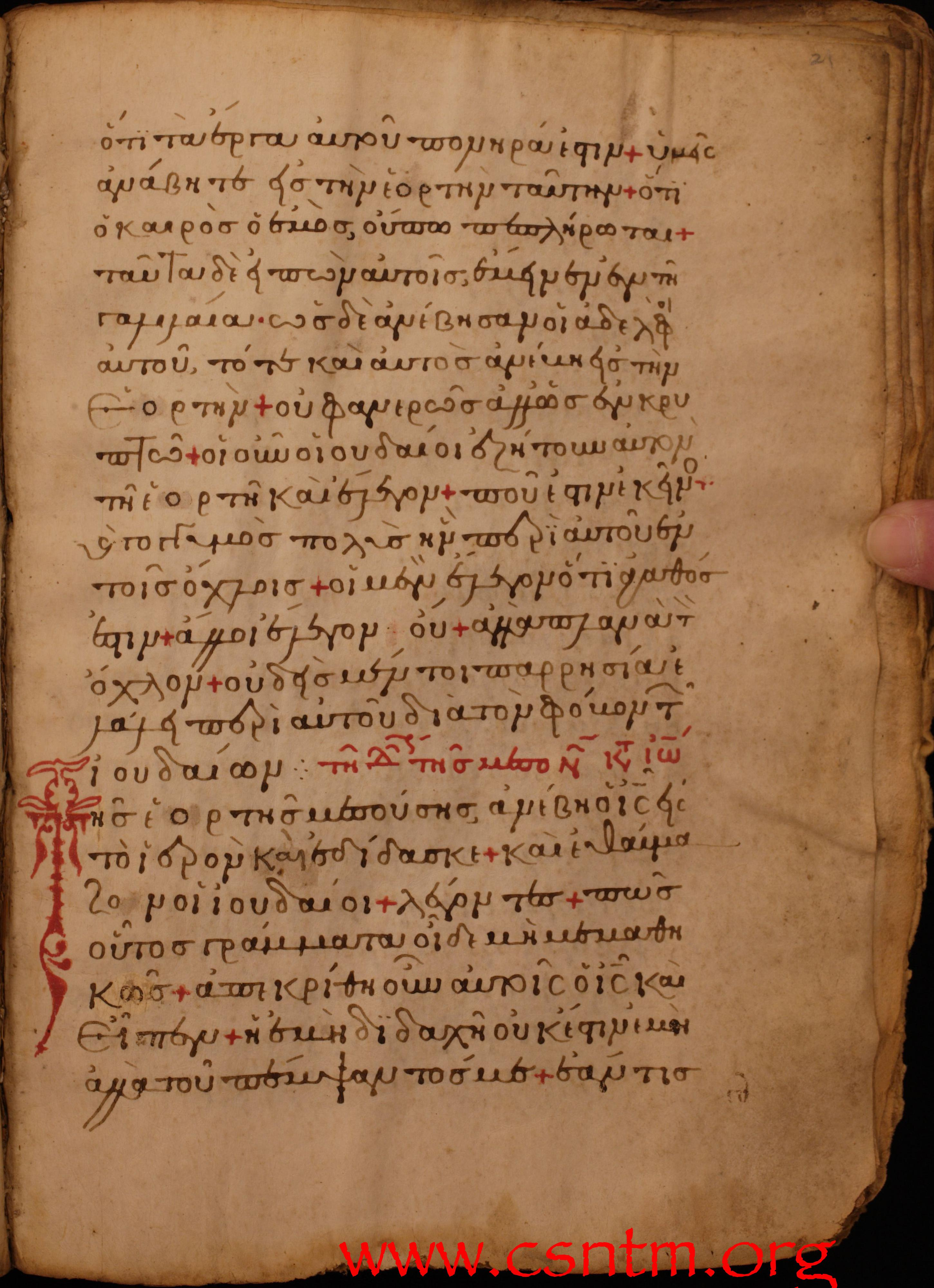
ℓ 220 folio 21 recto
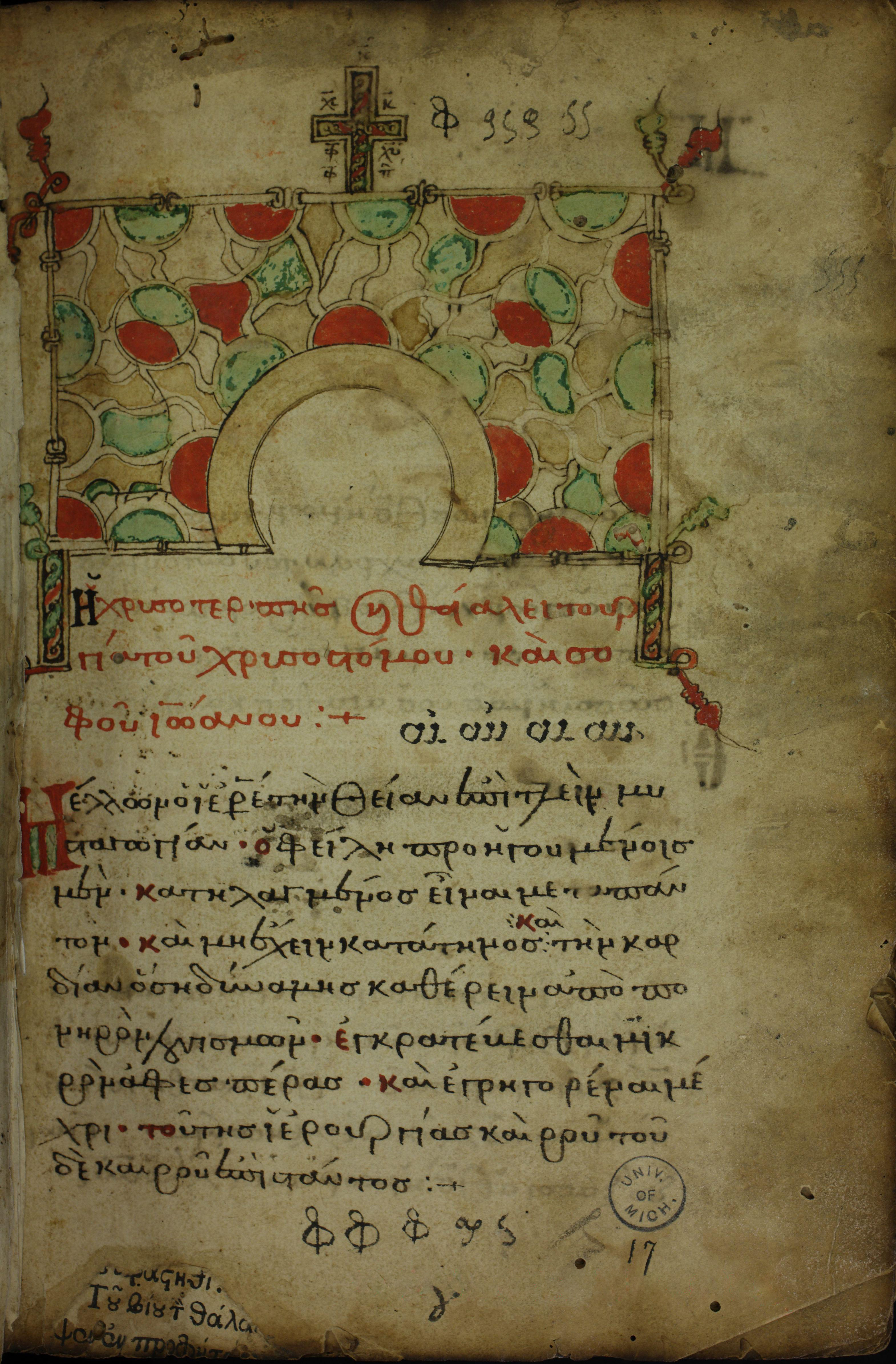
ℓ 223
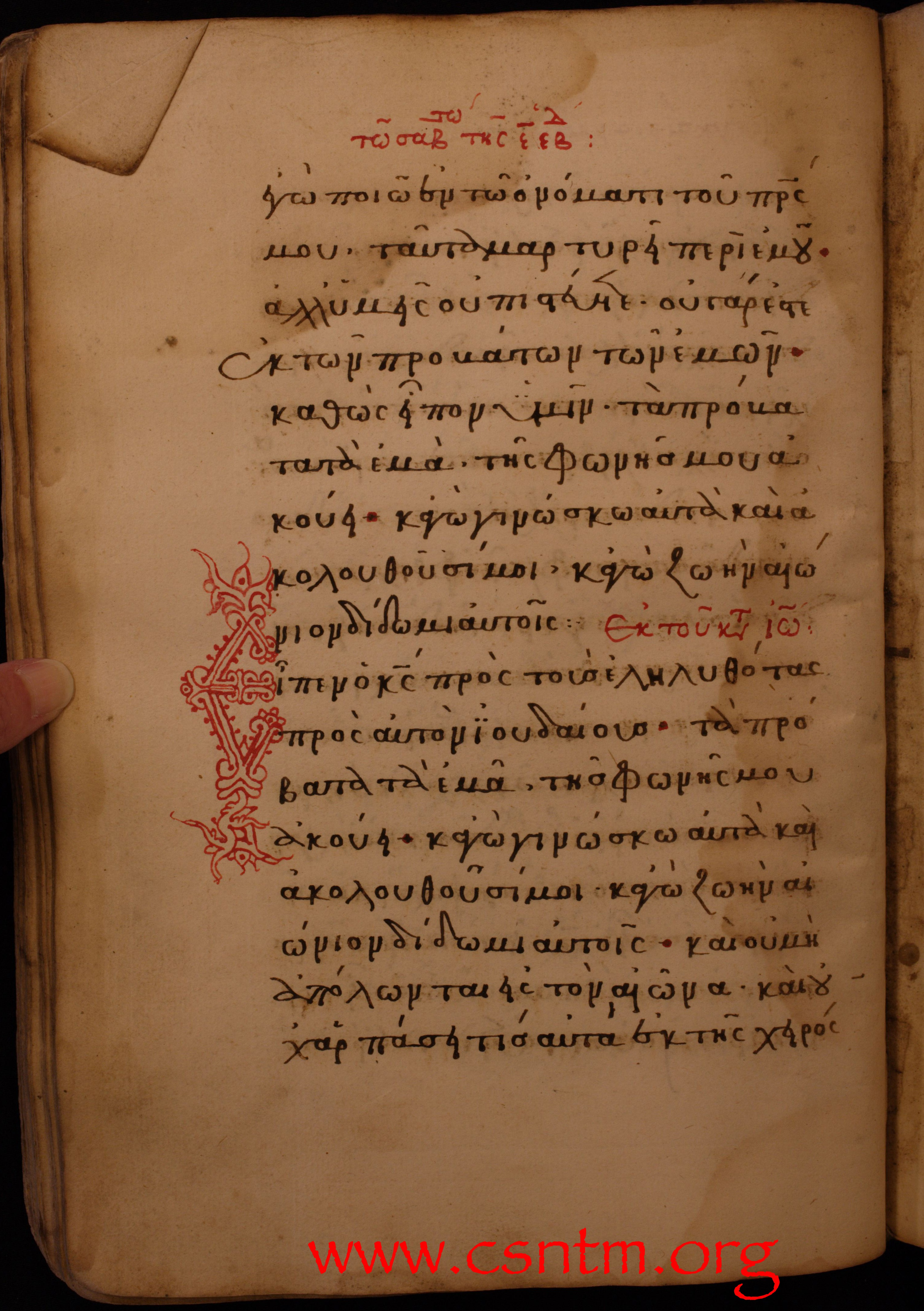
ℓ 225 folio 43 verso
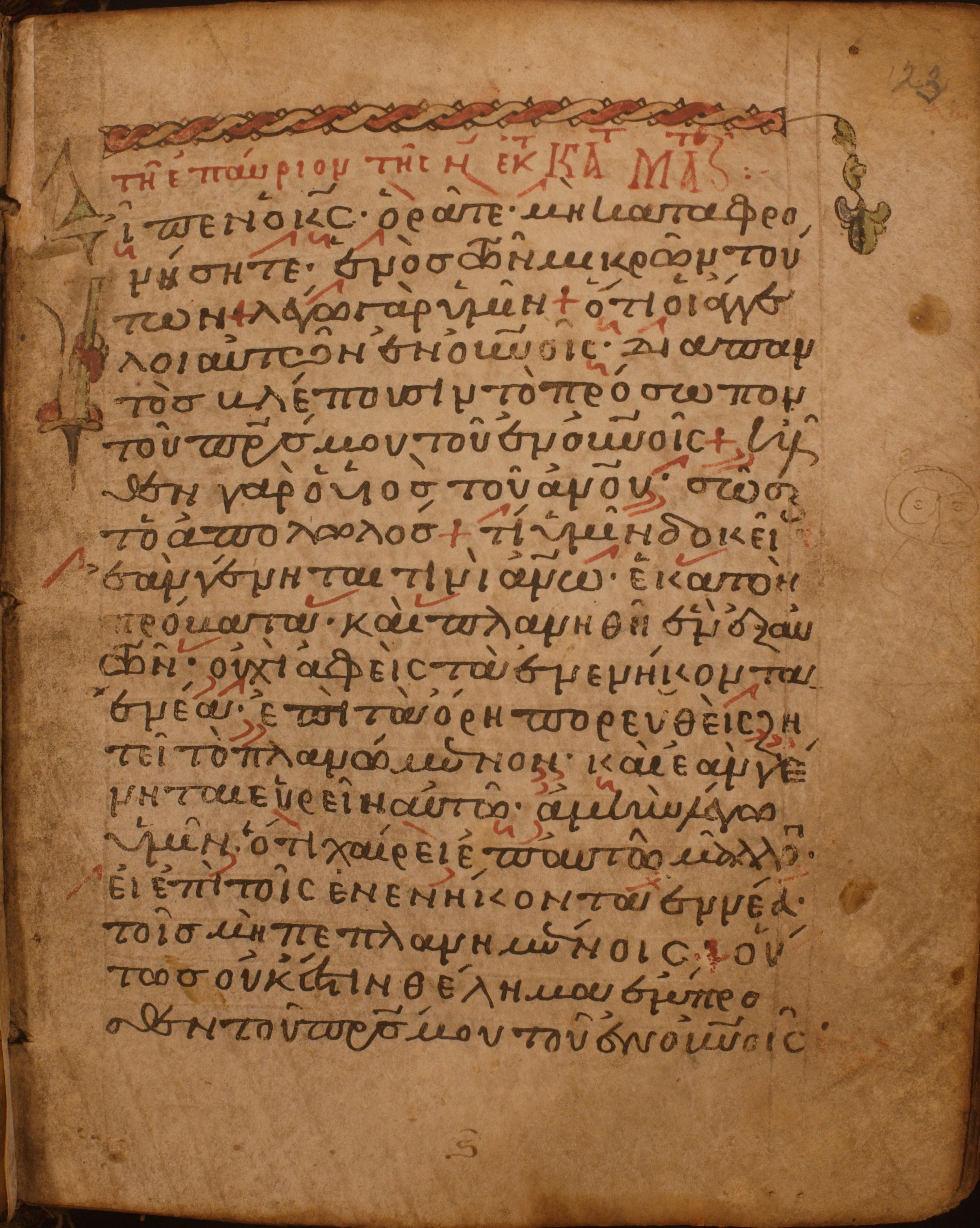
ℓ 226 folio 25 recto
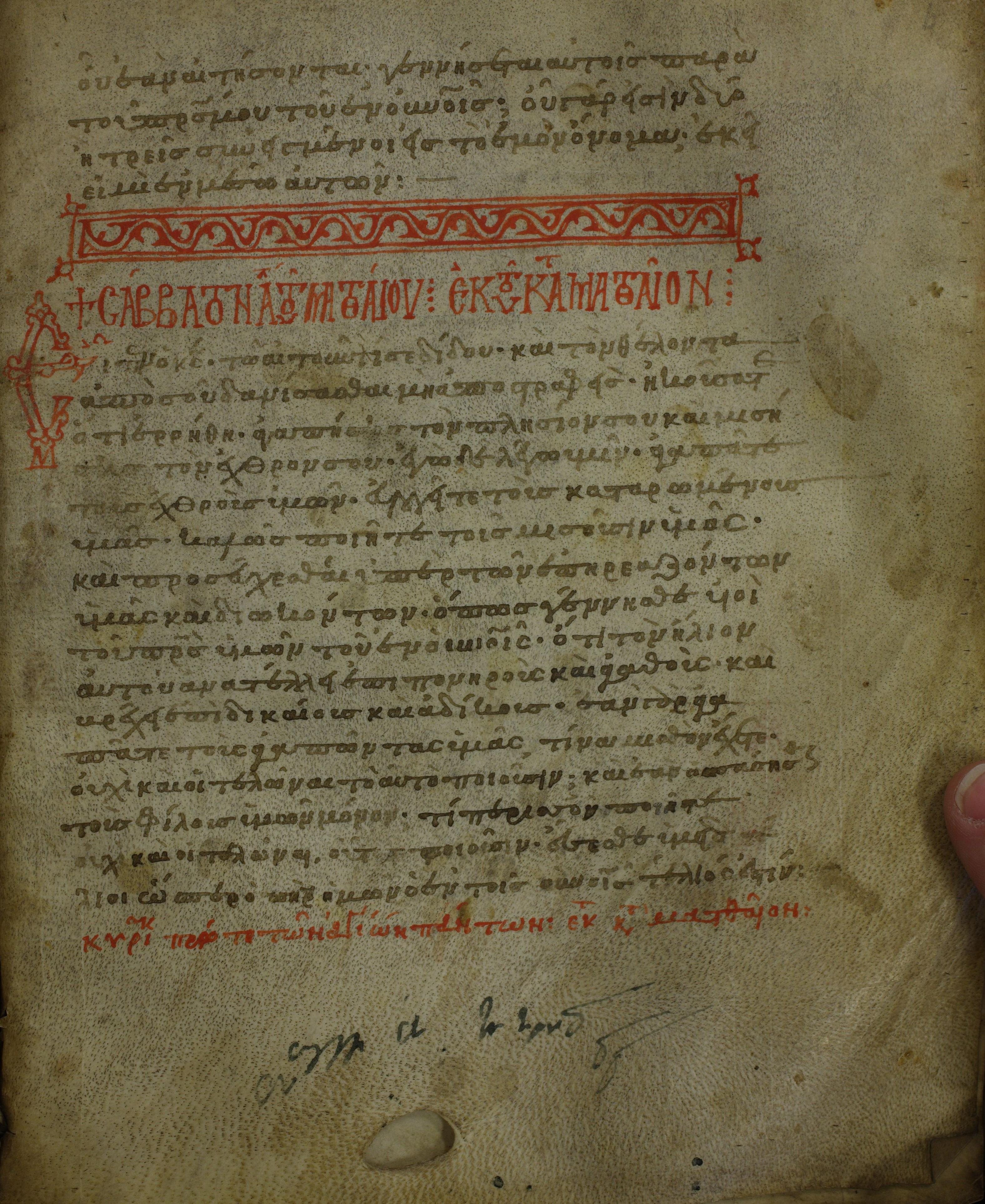
ℓ 227 folio 6 recto
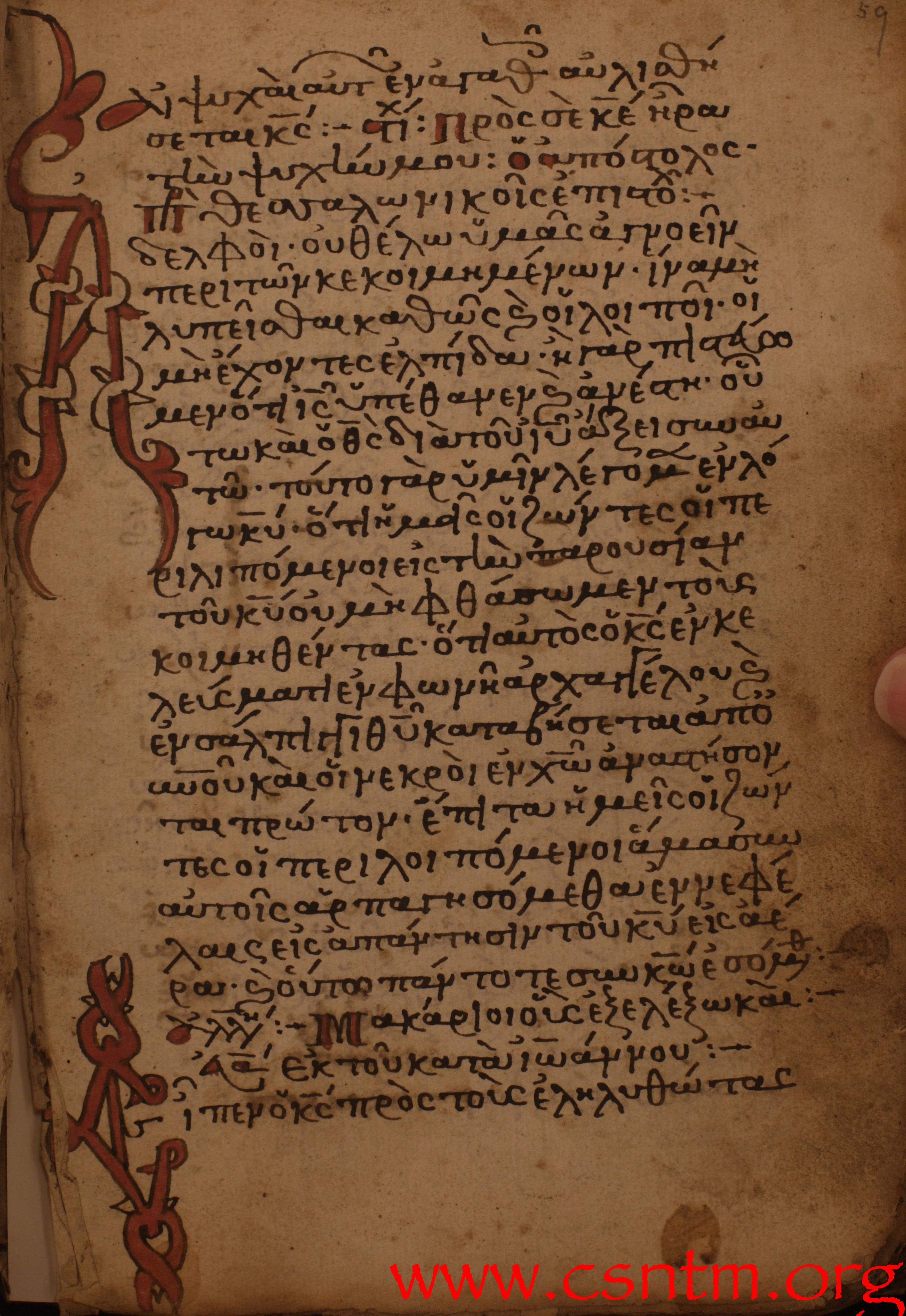
ℓ 228 folio 63 recto
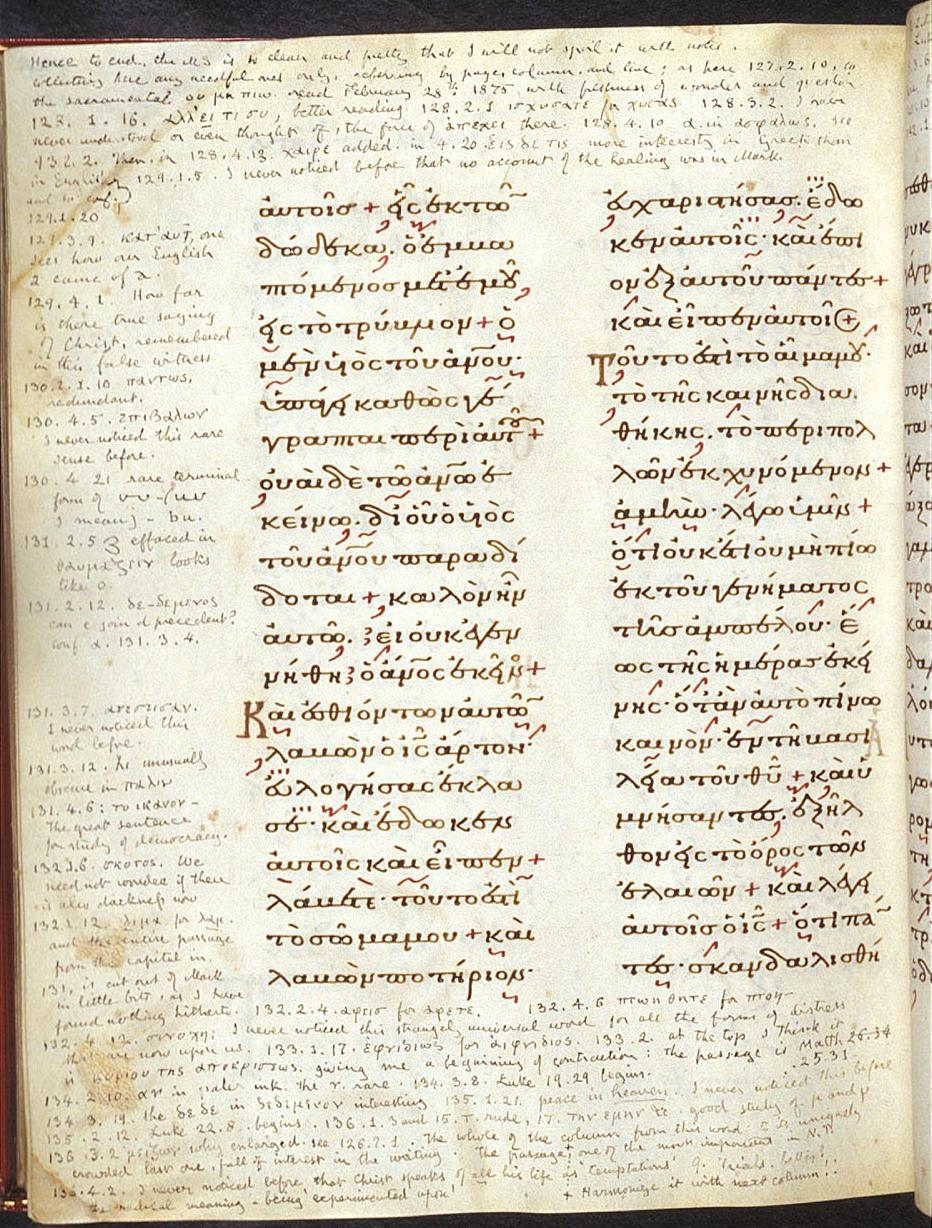
ℓ 238 folio 136 verso
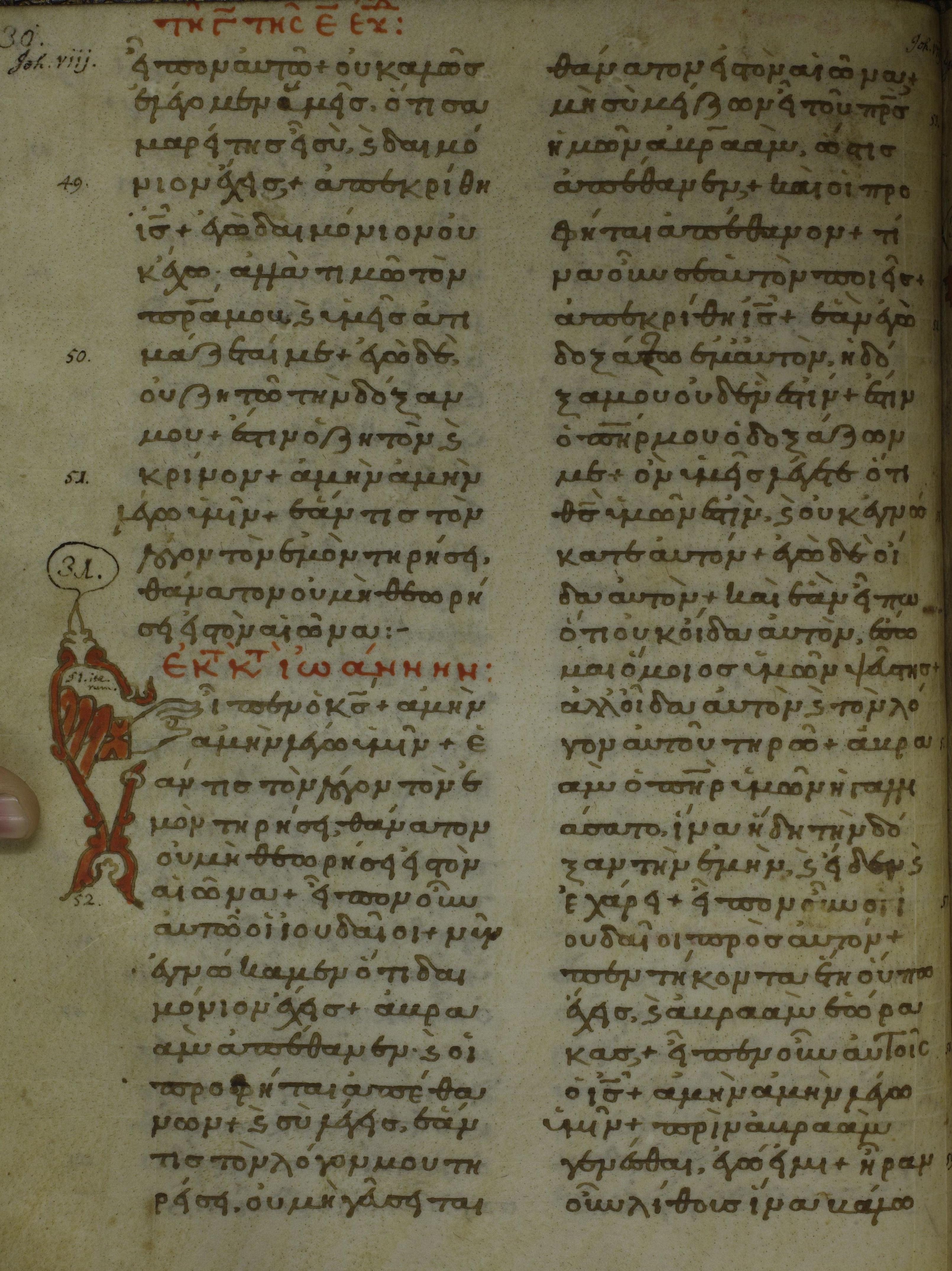
ℓ 239 folio 15 verso
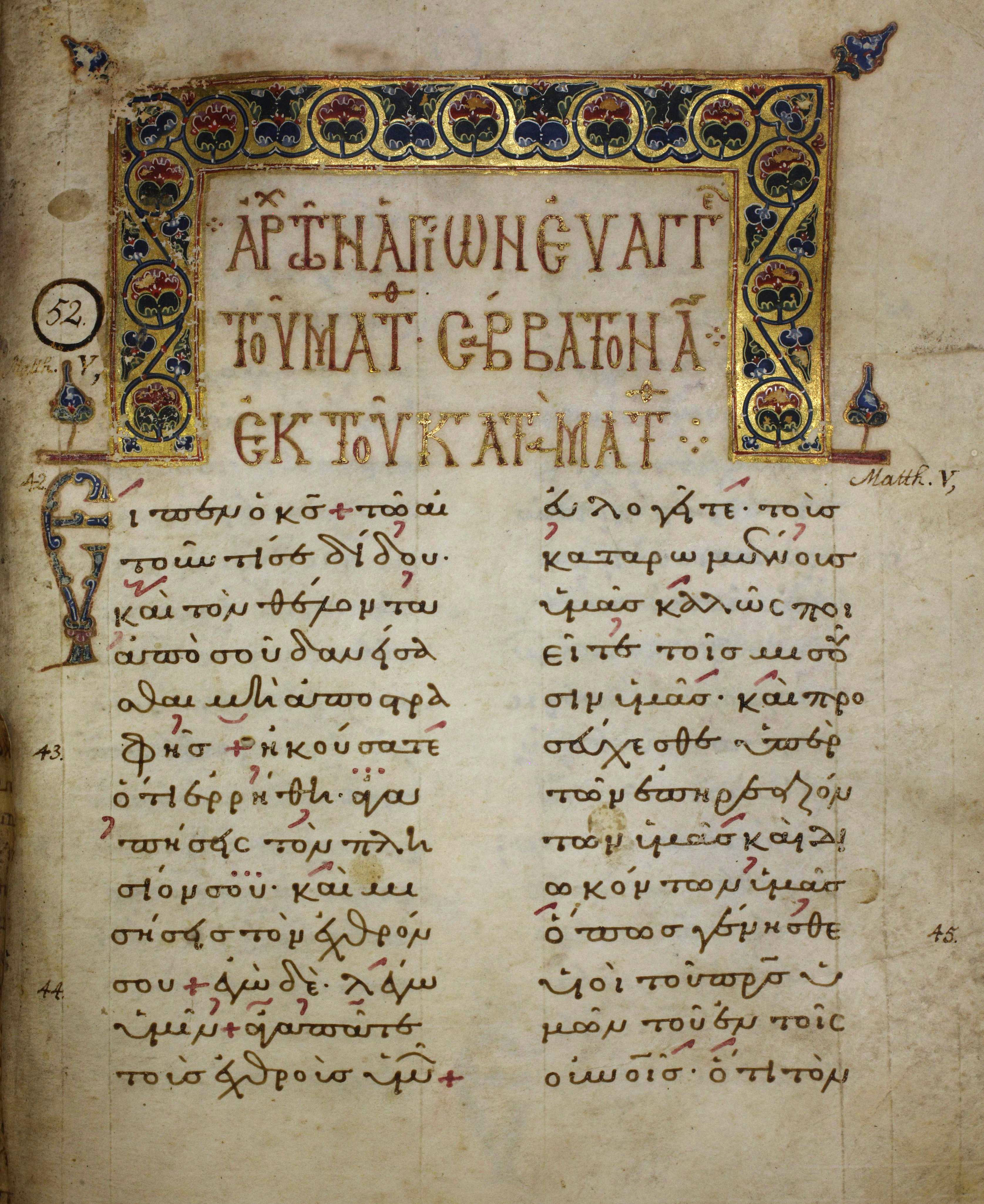
ℓ 240 folio 51 recto
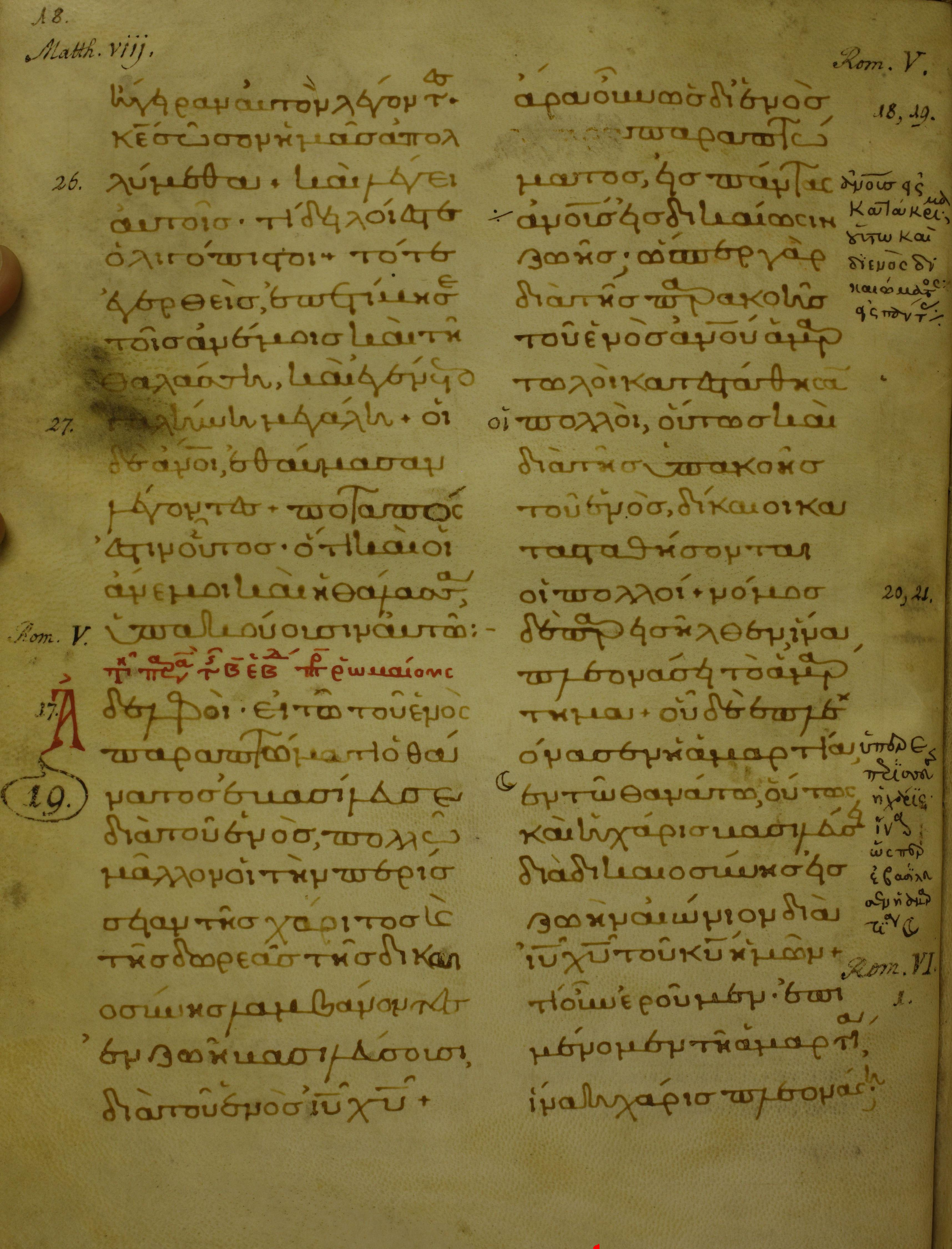
ℓ 241 folio 9 verso
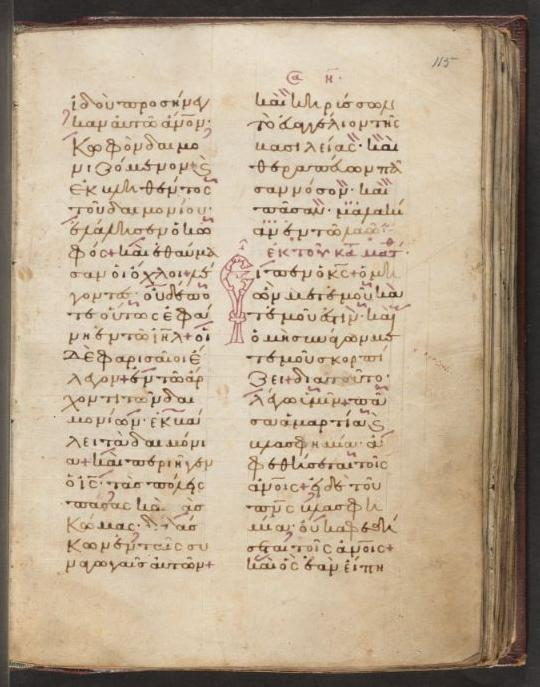
ℓ 297 folio 58 recto
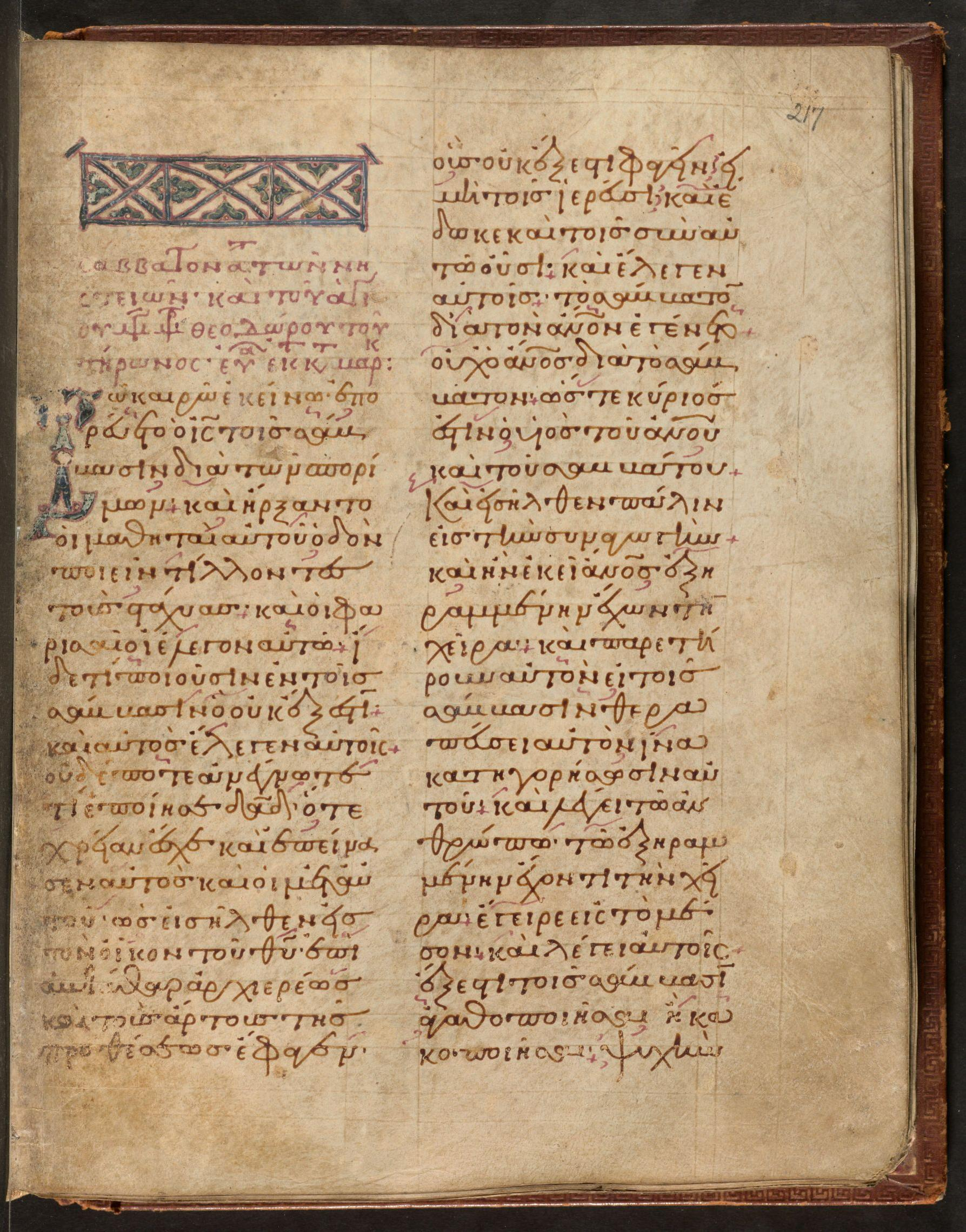
ℓ 298 folio 109 recto
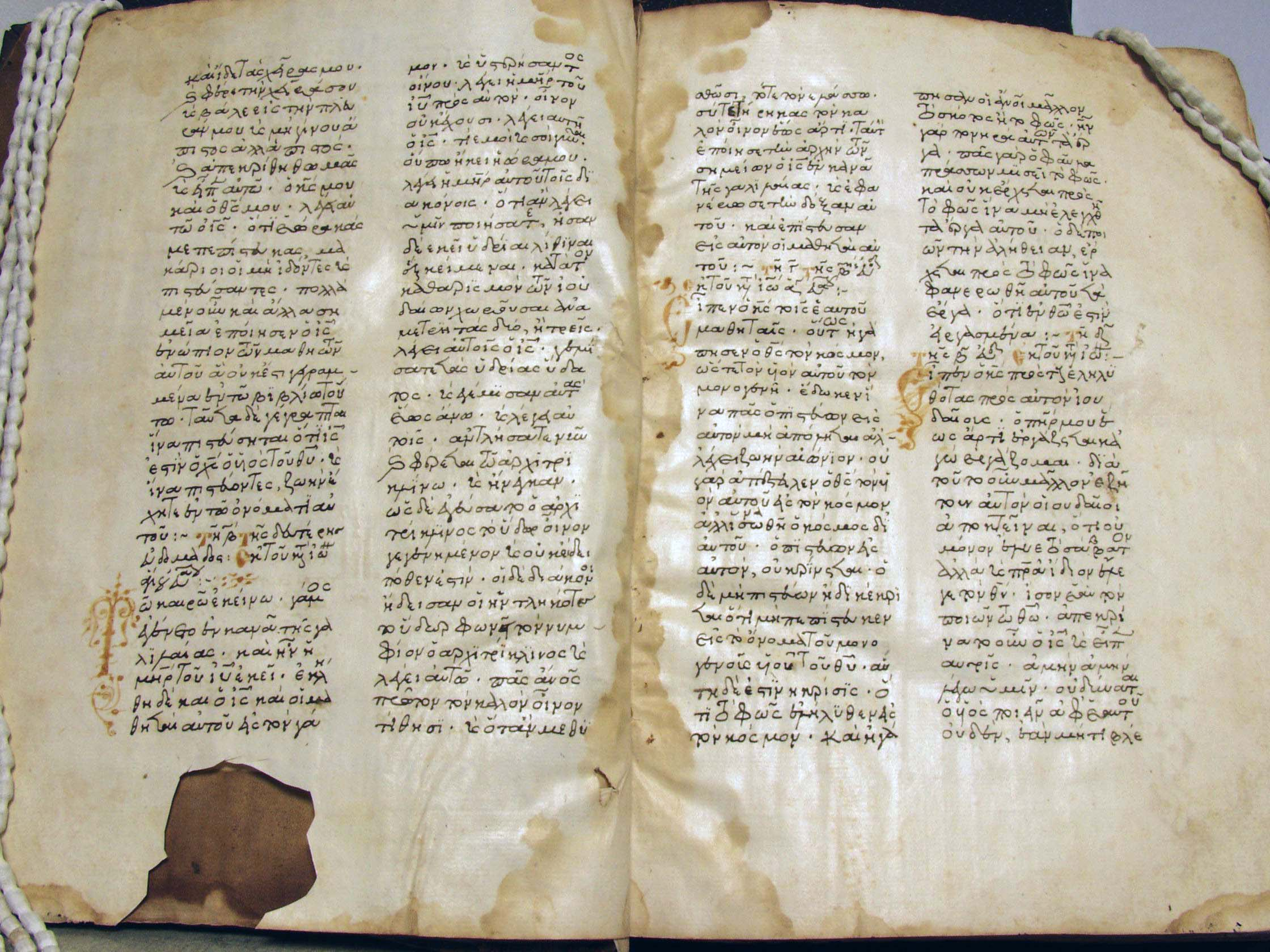
ℓ 1683
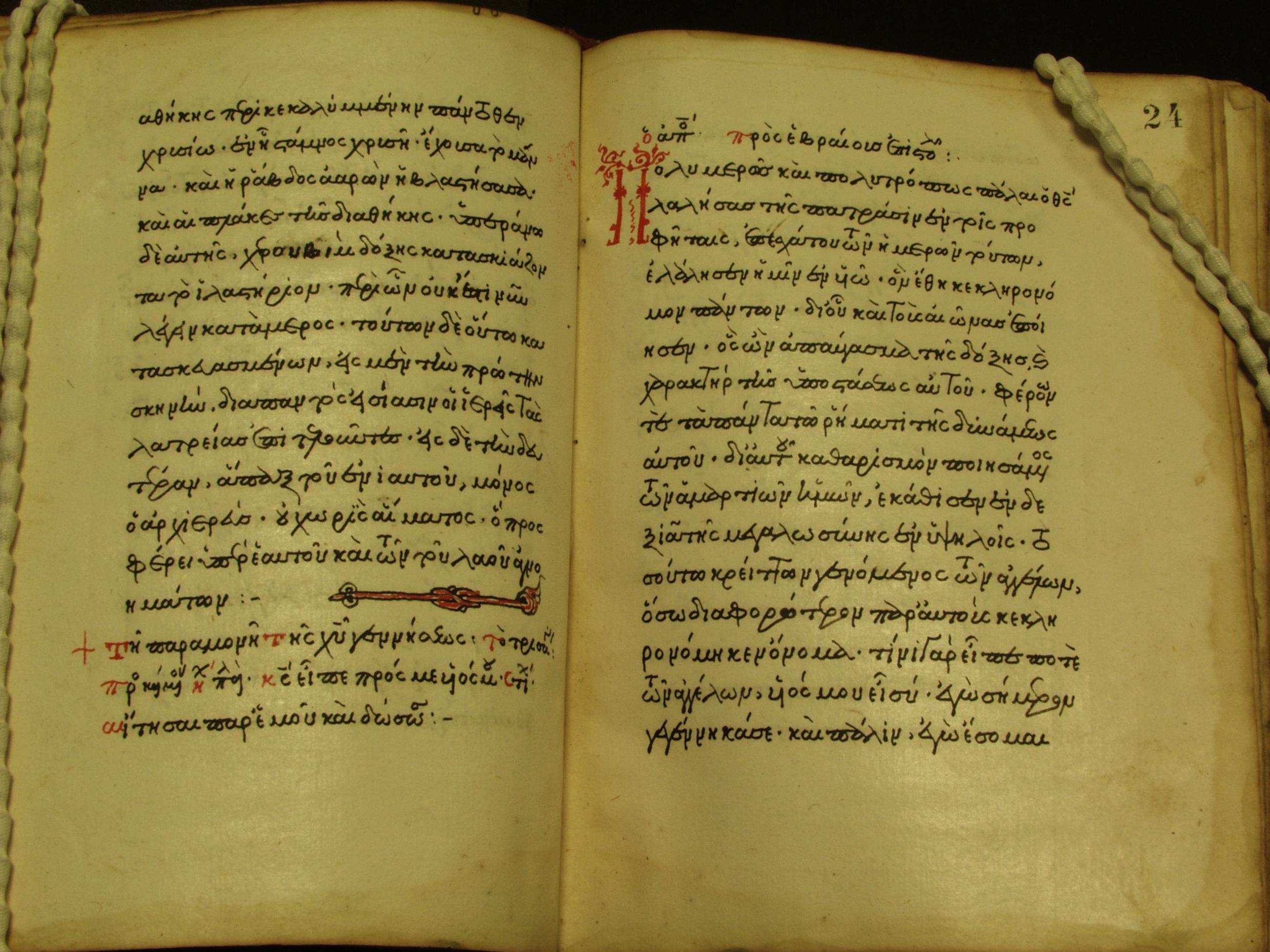
ℓ 1686
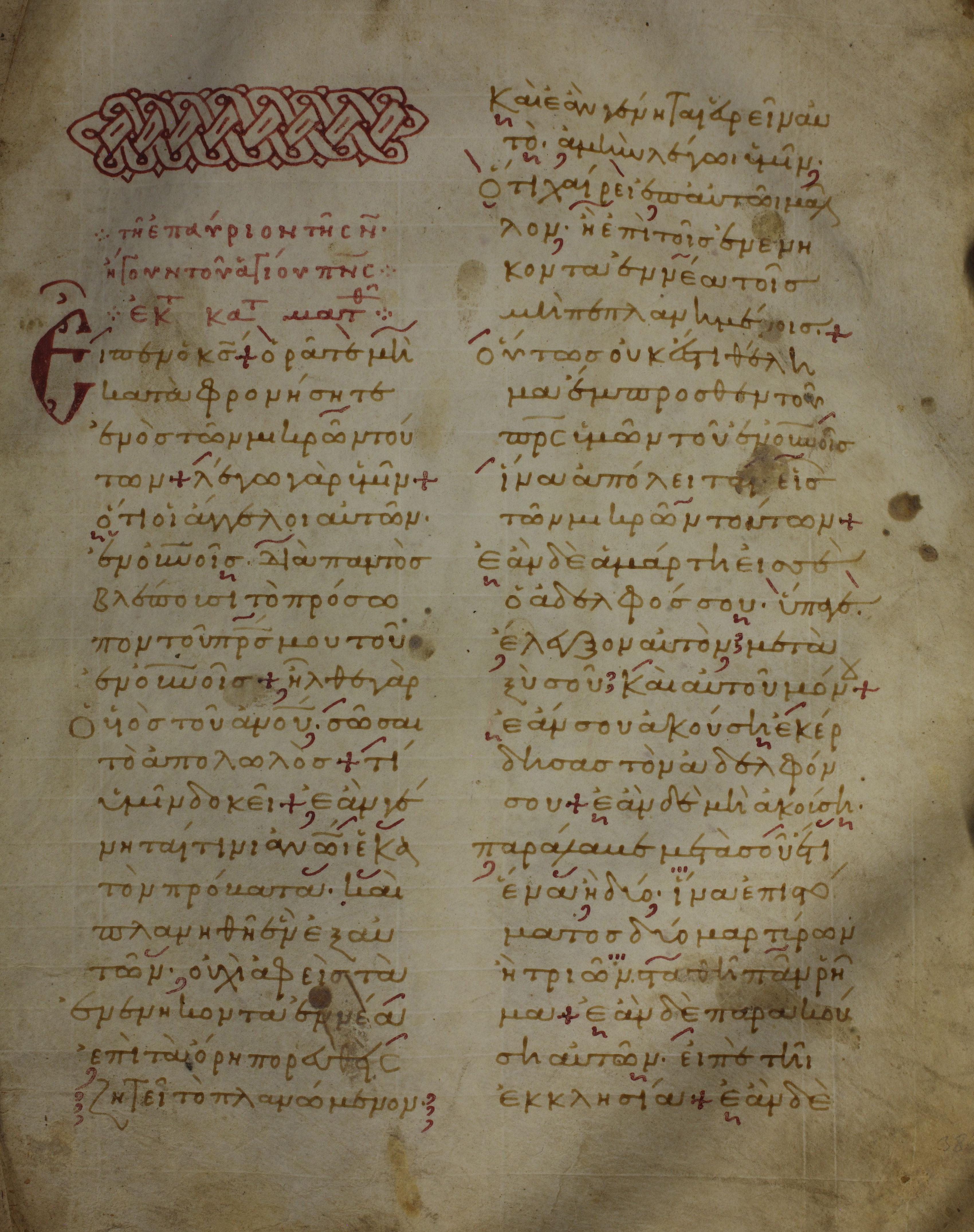
ℓ 2137 folio 38 recto